# Ase fétide
Cette page contient des caractères spéciaux ou non latins. S’ils s’affichent mal (▯, ?, etc.), consultez la page d’aide Unicode.
Vous lisez un « article de qualité » labellisé en 2021.
Pour les articles homonymes, voir Ase.
L’ase fétide, ou asa-fœtida, est une gomme-résine utilisée comme drogue végétale et comme épice. Elle est extraite de la racine pivotante de plusieurs plantes du genre Ferula (famille des Apiaceae) qui croissent en Iran, ainsi qu'en Asie centrale et du sud. C'est une substance dure, de couleur rose pâle à brun-rouge foncé, qui dégage une odeur forte et piquante. Celle-ci évoque l'ail, l'oignon, l'œuf pourri ou le gaz d'éclairage, et lui vaut sa qualification de « fétide », c'est-à-dire « puante, nauséabonde ».
Comme d'autres résines proches, telles que le galbanum ou le sagapénum, l'ase fétide était déjà connue dans l'Antiquité gréco-romaine. Son histoire se confond en partie avec celle du célèbre silphium, auquel le monde méditerranéen prêtait d'innombrables vertus médicinales et gastronomiques. Elle est aussi largement citée dans la littérature ayurvédique, puis dans les traités médicaux arabo-persans, dans les herbiers médiévaux, dans les textes de la médecine traditionnelle chinoise et enfin dans les pharmacopées de l'époque moderne.
La taxonomie des plantes productrices d'ase fétide est complexe et confuse. La résine est principalement associée aux espèces Ferula assa-foetida et Ferula foetida, longtemps considérées comme synonymes. Moins étudiée, Ferula narthex est également fréquemment citée comme source du produit. La littérature spécialisée mentionne encore d'autres Férules, mais leur importance économique est certainement inférieure et leur composition phytochimique pourrait significativement différer. Dans la plupart des langues, le même nom s'applique à la résine et aux plantes qui la produisent.
L'ase fétide est un remède traditionnel auquel l'ayurveda, la médecine yunâni et la phytothérapie occidentale accordent de nombreuses propriétés, principalement contre les troubles gastro-intestinaux et respiratoires. La résine a fait l'objet d'études pharmacologiques et de nombreuses actions thérapeutiques ont été mises en évidence. Le produit contient en effet des principes phytochimiques comme l'acide férulique, des coumarines sesquiterpéniques et des composés organosulfurés, qui présentent des activités biologiques intéressantes en médecine.
Comme ingrédient culinaire, l'ase fétide est surtout employée dans les cuisines indiennes et orientales, où elle accompagne ou remplace les aromates alliacés tels que l'ail et l'oignon. Elle est peu connue et appréciée en Occident en raison de son odeur jugée répugnante, bien qu'elle fasse par exemple partie de la recette de la sauce Worcestershire. Elle est également utilisée en parfumerie, surtout comme fixateur, et parfois en agriculture comme produit phytosanitaire, en particulier comme pesticide naturel.
Les principaux pays producteurs d'ase fétide sont historiquement l'Afghanistan et l'Iran, qui l'exportent presque exclusivement vers l'Inde, sous sa forme brute. La résine y est traitée et conditionnée, puis est partiellement réexportée vers le reste du monde, souvent mélangée à d'autres produits. Depuis 2020, l'Inde cherche à implanter la culture dans l'Himachal Pradesh afin de satisfaire la croissance de sa consommation.

## Caractéristiques

### Description

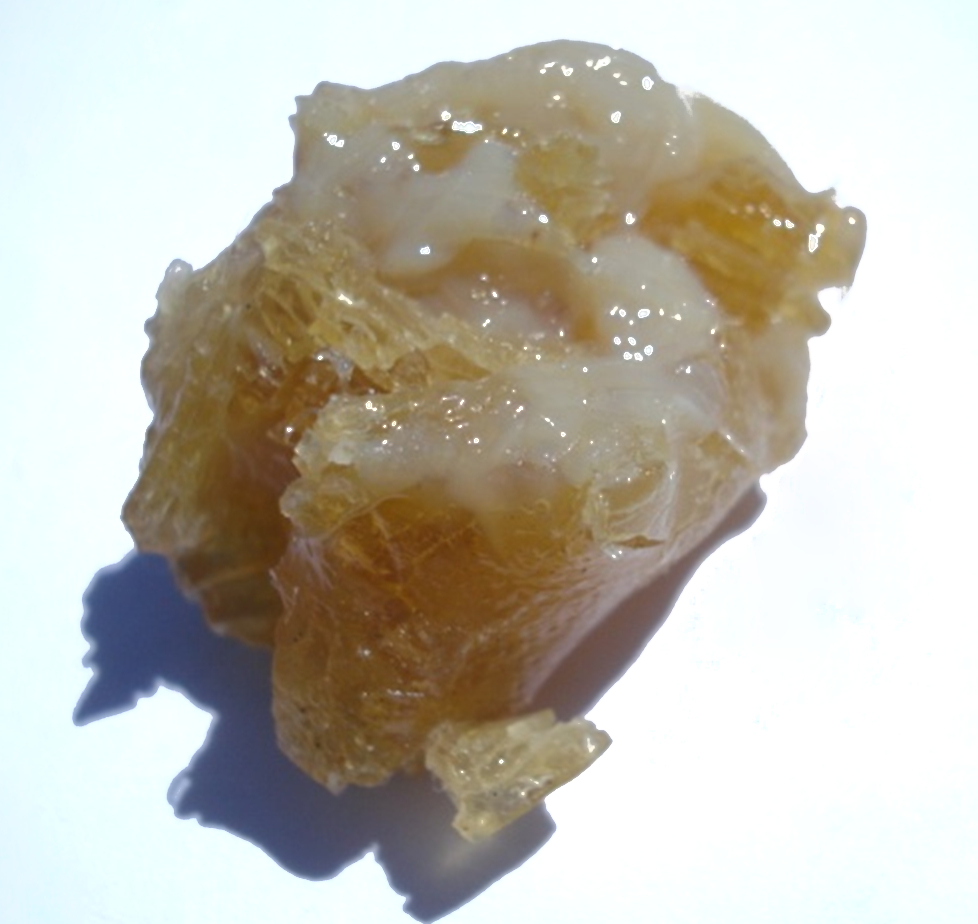
Morceau de gomme-résine d'origine iranienne, en train de sécher.

L'ase fétide est une oléo-gomme-résine extraite de la racine pivotante, et parfois du rhizome et de la tige, d'au moins trois espèces de Férules : Ferula assa-foetida, Ferula foetida et Ferula narthex. Elle se présente en morceaux irréguliers de taille variable. Extérieurement, elle est jaunâtre ou brun rosé. La cassure est conchoïdale, blanchâtre ou blanc laiteux, translucide, nacrée et avec un éclat cireux. Par exposition à la lumière et à l'air, la surface récemment fracturée acquiert en quelques heures une couleur rouge violacé ou rouge fleur de pêcher qui, après quelques jours ou semaines, diminue d'intensité et passe progressivement au brun jaunâtre ou rosâtre. L'ase fétide est fusible et inflammable, elle brûle dans l'air avec une flamme blanche et dégage beaucoup de fumée. Son goût est âcre et amer, son odeur forte, alliacée et particulière. Pour la plupart des personnes, elle est remarquablement désagréable en raison des composés organosulfurés qu'elle contient.
L'ase fétide est commercialisée sous trois formes principales. Les « larmes » sont la forme la plus pure et consistent en grains ronds ou aplatis de 5 à 30 mm de diamètre et de couleur grise ou jaune terne. La masse est plus commune et constituée de plusieurs larmes agglutinées de manière plus ou moins uniforme et mêlées à des morceaux de racine et de terre. La pâte est molle et collante et contient, elle aussi, des matières étrangères.

### Variétés commerciales

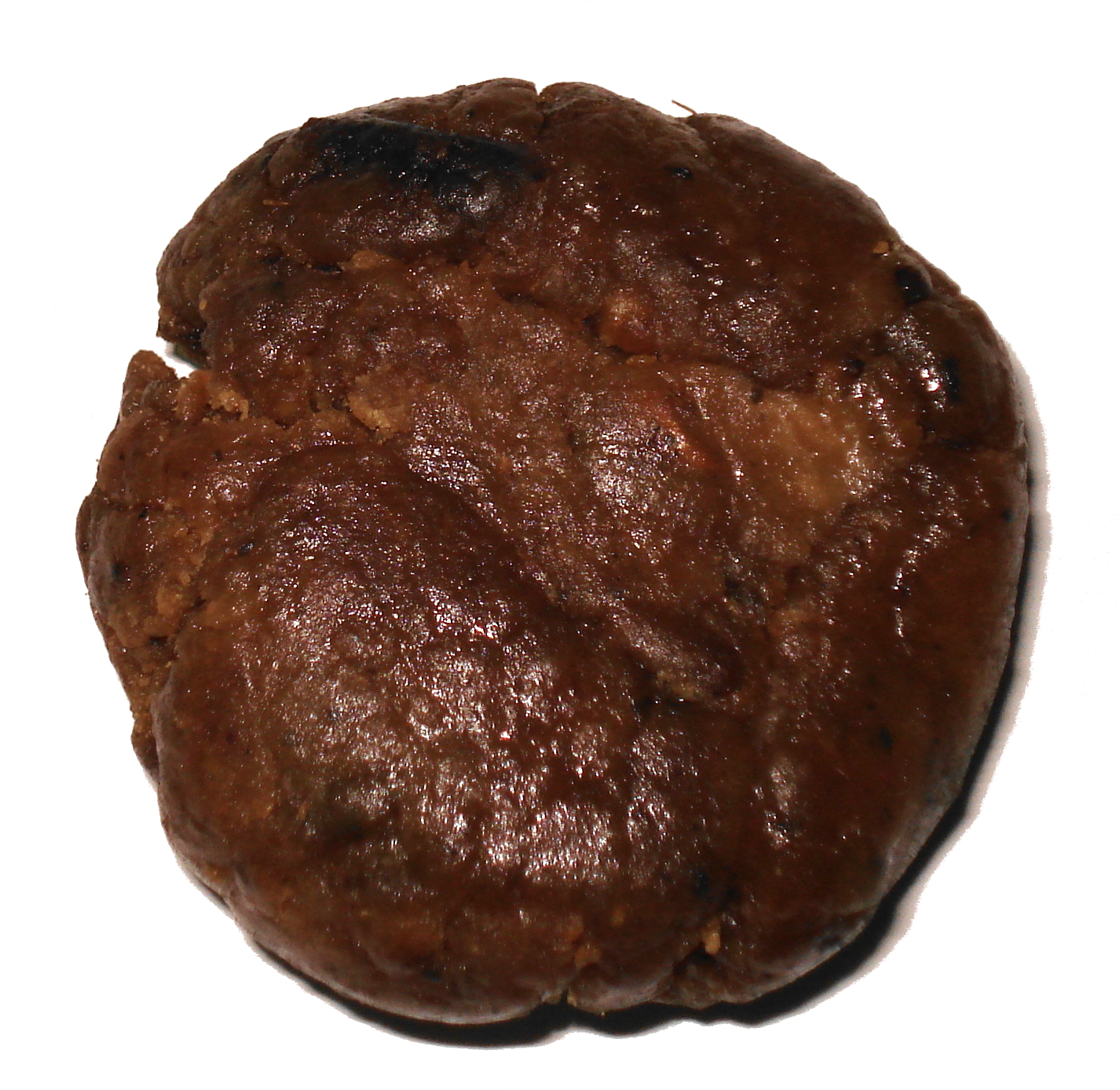
Ase fétide en masse, au Pakistan. Origine inconnue.

Le marché indien concerne plusieurs variétés d'ase fétide qui font l'objet de différentes classifications et dont le prix est fonction du degré de pureté et des caractéristiques organoleptiques.
La principale distinction est faite entre le Hing et le Hingra. Le premier, plus parfumé et donc plus prisé, est considéré comme supérieur. Il est pâle et soluble dans l'eau, alors que le Hingra, plus foncé, se dissout dans l'huile. Le Hing serait extrait de F. assa-foetida et F. alliacea, alors que le Hingra proviendrait majoritairement de F. foetida, mais aussi de F. assa-foetida et de F. narthex.
Le Hing est lui-même classé en deux catégories en fonction du pays d'origine et des caractéristiques. Les résines iraniennes sont appelées Irani Hing (ou anciennement Abushaharee Hing), car elles provenaient majoritairement du port de Bouchehr sur le golfe Persique. Elles sont sèches et peuvent contenir des résidus de bois. La variété douce, de couleur brune, est récoltée à partir d'une coupe horizontale de la tige et peut en contenir des morceaux. La variété amère, plus ou moins transparente, est obtenue en incisant la racine. Les résines afghanes sont nommées Pathani Hing ou parfois Kandaharee Hing, d'après le nom de la province de Kandahar. Elles apparaissent agglutinées et humides, avec une saveur et une odeur plus fortes et plus amères. Les principales variétés sont Naya Chal, Naya Zamin, Charas, Galmin, Khawlal, Kabuli, Shabandi et Hadda, cette dernière étant la plus odorante et la plus onéreuse. Il faut encore noter l'existence du Bandhani Hing, qui n'est pas une variété mais un produit composite, commercialisé pour en faciliter l'utilisation en cuisine.
Le Hingra, moins apprécié en Inde, était historiquement réservé aux classes pauvres et à l'export. Il peut provenir d'Iran ou d'Afghanistan et c'est généralement la seule variété disponible en Europe. La distinction y est souvent faite, au niveau commercial, entre l'asa foetida electa in granis (ou in lacrimis, c'est-à-dire en larmes), in massis (ou amygdaloides, en masse) et asa foetida petraea (en pierres). Cette dernière sorte, peu courante, se présente sous forme de morceaux irréguliers plus ou moins anguleux, avec l'apparence de la dolomite. Il pourrait s'agir d'un produit adultéré à haute teneur en gypse.

### Produits proches

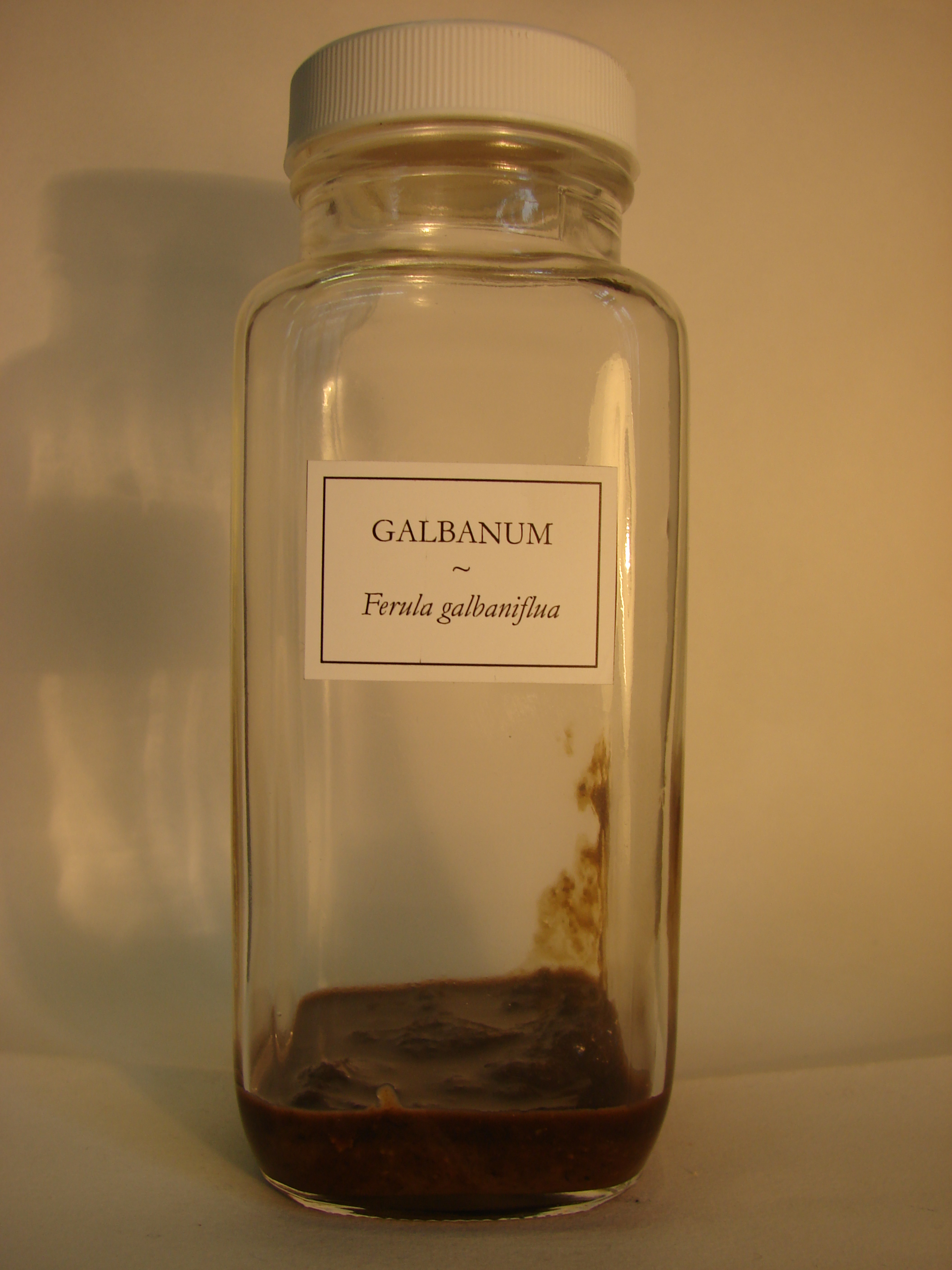
Galbanum extrait de Férule gommeuse.

Les gommes-résines des Férules sont pour la plupart connues depuis l'Antiquité et ont souvent été confondues entre elles. Elles sont pourtant obtenues par des procédés d'extraction distincts et leurs compositions phytochimiques diffèrent significativement, même si leurs usages traditionnels sont assez comparables. Certains de ces produits peuvent occasionnellement se retrouver sur le marché sous le nom d'asa-fœtida.
Le galbanum se présente sous la forme de « larmes », presque translucides et irrégulières, parfois agglutinées en une masse de couleur jaune-brun, qui deviennent molles et collantes à la température du corps. Ferula gummosa (syn. Ferula galbaniflua) est citée comme sa principale source, mais la substance est également tirée de Ferula rubricaulis, Ferula kokanica et Ferula varia. La résine apparaît naturellement à la base de la tige et des gaines foliaires, et dans la majorité des cas, aucune incision n'est nécessaire. Elle a une odeur forte et caractéristique, assez écœurante. Vanté par Hippocrate et par Pline l'Ancien pour ses vertus thérapeutiques, le galbanum est désormais surtout utilisé en parfumerie.
Le sagapénum, qui a une odeur très similaire à celle de l'ase fétide, est de couleur rouge ou jaune, et blanc à l'intérieur. Aussi appelé « gomme séraphique », cet exsudat est obtenu en rainurant la tige près des feuilles. Il est produit par Ferula persica et Ferula szowitziana.
La gomme ammoniaque reste utilisée en médecine traditionnelle, bien que ses propriétés soient peu documentées, ainsi qu'en parfumerie, et en enluminure, où elle sert à coller la feuille d'or. Elle est habituellement associée à Dorema ammoniacum, laquelle a été rattachée en 2015 au genre Ferula sur base phylogénétique. Le produit de Ferula orientalis est également souvent appelé gomme ammoniaque, comme ceux de Ferula tingitana (gomme ammoniaque du Maroc) et Ferula marmarica (gomme ammoniaque de Cyrénaïque).
Le sumbul ou « racine de musc », est la racine de Ferula moschata (syn. Ferula sumbul) ou de Ferula diversivittata (syn. Ferula suaveolens). Il est commercialisé sous forme de tranches spongieuses, qui apparaissent marbrées de blanc et brun-gris en section. La résine, connue comme « résine de sumbul », exsude des tiges et des racines par des fissures naturelles, dues aux variations de température ou aux morsures des animaux ou des insectes.

## Appellations
Dans la plupart des langues, les noms donnés à la résine s'appliquent aussi aux plantes qui la produisent. Ces dernières sont aussi indistinctement nommées en français « Férule fétide  » ou « Férule persique  ».

### Orthographe et étymologie

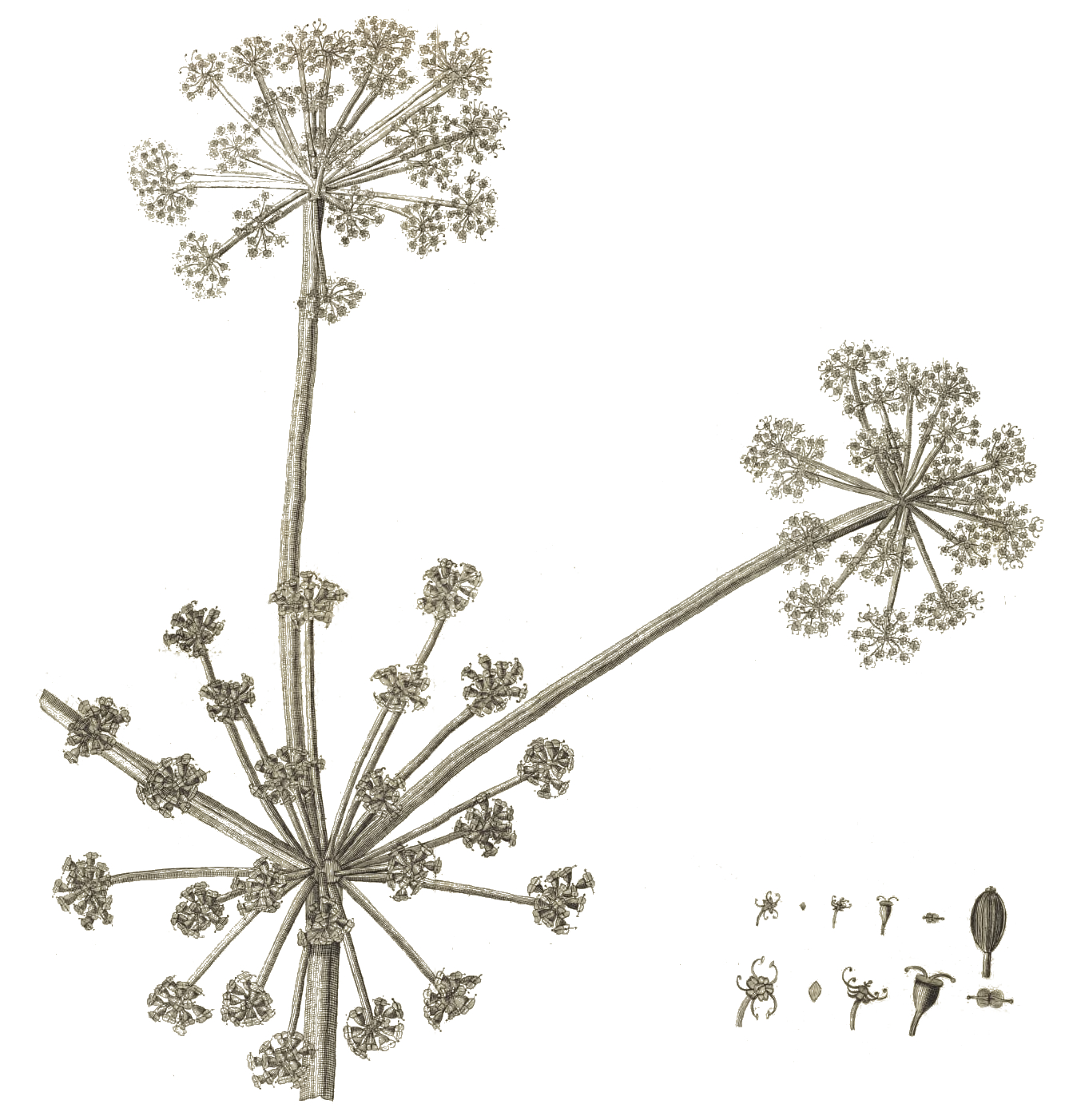
Description d'une plante produisant l'ase fétide, lettre de John Hope à Joseph Banks en 1784.

Le nom « ase fétide » (ou beaucoup plus rarement « asse fétide ») est un emprunt du français et de l'occitan au latin médiéval asa fœtida, terme sous lequel la résine est encore désignée de manière savante en français et dans les langues européennes. Le mot connaît de nombreuses variantes orthographiques et typographiques : « asa-fœtida », « asa fétida », « assa fœtida », « assa fetida », « asafœtida », etc. Le dédoublement de la consonne « s » pourrait n'être qu'un barbarisme, car l'étymologie du mot est controversée et a fait l'objet de nombreux débats.
L'épithète « fétide » (en latin : foetidus) se réfère à son odeur nauséabonde et servait à différencier la résine de l'ase douce mentionnée par les médecins arabes du Moyen Âge. Elle est attestée depuis le XIVe siècle, mais a ensuite été remplacée en ancien et moyen français par son synonyme « puant ». Les termes « ase fétide » ou « ase puante » ont toujours gardé une connotation savante, le milieu populaire leur préférant la dénomination plus expressive de « merde du diable ».
La première mention en latin d'asa remonterait aux traductions de Dioscoride par Constantin l'Africain au XIe siècle. L'hypothèse la plus répandue relie ce mot (et ses variantes orthographiques assa ou encore asca) au silphium antique. Cette plante était connue des Grecs sous le nom de σίλφιον (silphion), terme dont l'étymologie est elle-même controversée. Celui-ci passe en latin sous la forme sirpe, et son suc devient le lac sirpicium (« lait du silphium »), puis plus tard, par contraction, le laserpicium ou laserpitium. Ces formes évoluent ensuite en laser-picium par fausse coupe due à une association erronée avec pix, la poix. Devenu autonome, laser ou lasar se serait enfin changé en asar par déglutination de la consonne initiale, puis aurait reçu une désinence plus usuelle pour donner asa.
Une explication alternative ferait d'asa un dérivé du persan azā, le mastic. Mais dans sa langue d'origine, ce terme s'applique uniquement à la gomme du Lentisque et les noms donnés à l'ase fétide et aux plantes qui la produisent sont très différents. Une autre hypothèse fait le lien avec asā, qui signifie « bâton » ou « matraque » en persan. Ce champ sémantique est proche de celui de la férule latine et le terme aurait décrit le port élevé de la plante et l'usage possible de sa tige séchée comme trique. Certains auteurs ont plutôt fait le rapprochement avec une racine sémitique exprimant une idée de guérison. Connue sous les formes asâ en arabe et asah en hébreu, elle ferait simplement de l'asa-fœtida un « remède puant ». L'étymologie grecque ἄση (asē) « dégoût, nausée » a encore été proposée, en allusion aux propriétés émétiques de la drogue. Une origine sumérienne est enfin avancée par Reginald Campbell Thompson : dans son Herbier assyrien compilé à partir de textes du VIIe siècle av. J.-C., il met en évidence le terme aš qui aurait alors déjà désigné l'ase fétide. Le nom utilisé en Mésopotamie serait ainsi passé dans les langues modernes via le grec et l'arabe, comme cela est attesté pour d'autres plantes,.

### Dans les autres langues

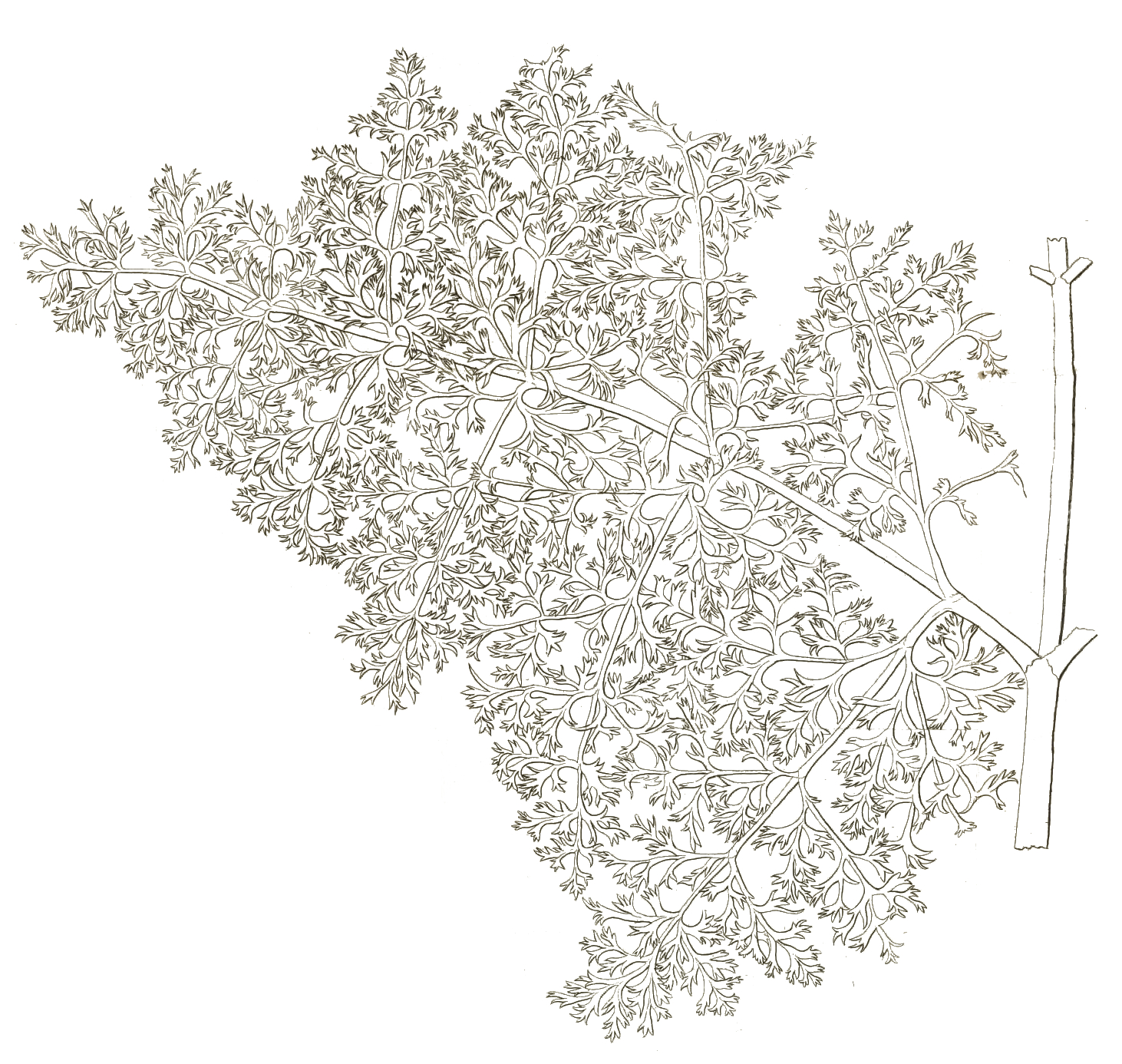
Lettre de John Hope : plante originaire du Guilan, en Perse, et cultivée avec succès à Édimbourg.

Dans les langues européennes, la résine est nommée selon son nom latin ou par traduction directe de celui-ci : anglais asafœtida, stinking gum ou stinking assa, allemand Asafötida, Asant ou Stinkasant, italien, espagnol et portugais assafétida (et variantes orthographiques),, russe асафетида (asafetida). Il faut également noter, surtout dans les langues germaniques, les équivalences pour le français « merde du diable » : anglais devil's dung, allemand Teufelsdreck, hollandais duivelsdrek, suédois dyvelsträck, danois dyvelsdræk, norvégien Dyvelsdrekk, etc.
En persan, la résine est désignée par un terme issu du pahlavi *anguzad qui présente les formes classiques انگوزه (angūza), انگژد (angužad), انگیان (anguyān) ou encore انگدان (angudān). Il serait dérivé de la racine proto-indo-iranienne *anga- (ou *angu-) signifiant « plié, courbé », puis par glissement sémantique « branche », et de l'étymon proto-iranien *ǰátu « gomme, résine ». En langue moderne, la substance se nomme آنقوزه (ānqūzeh) ou آنغوزه (ânğuze), mais aussi کما (koma) et خوراکما (khorakma). Ces formes iraniennes ont été empruntées par plusieurs autres langues, dont l'arabe classique أنجدان (ʾanjudān), l'arménien classique անգուժատ (angužat) ou encore le chinois médiéval 阿魏 (āwèi).
Le mot sanskrit हिङ्गु (hiṅgú) pourrait avoir la même origine iranienne, bien que le contraire ait aussi été avancé. Il est à l'origine des termes employés dans presque toutes les langues de l'Inde, dont l'hindi हींग (hīṅg) et l'ourdou ہینگ (hīng). Il a aussi été emprunté en chinois sous la forme 形虞 (xíngyú). Dans les langues sémitiques, un autre type lexical a servi à désigner cette plante et sa résine : hébreu michnique חלתית (ḥiltīt) ou חילתית (ḥīltīt), araméen חלתיתא (ḥiltīṯā), syriaque ܚܠܬܝܬܐ (ḥeltīṯā), emprunté ensuite en arabe حلتيت (ḥiltīt),. Ces trois principaux vocables sont cités et retranscrits sous des formes corrompues par les premiers observateurs européens : Garcia de Orta mentionne ainsi l'altiht ou l'anjuden des Arabo-Persans, appelé imgu par les peuples de l'Inde, alors qu'Engelbert Kaempfer présente une plante nommée هِينكِسَه (hingiseh) en Perse.

## Aspects historiques
Certains auteurs ont avancé que l'ase fétide entrait déjà dans les pharmacopées antiques et serait mentionnée dans certains des plus anciens textes médicaux. Elle serait ainsi citée par le papyrus Ebers, un traité égyptien du XVIe siècle av. J.-C. dans les recettes pour brûlures graves et dans celles des collyres ophtalmiques, instillés à l'aide d'une plume de vautour. Elle aurait aussi fait partie des plantes médicinales connues et cultivées en Mésopotamie. Sa présence dans les textes fondateurs de l'ayurveda indique dans tous les cas que la connaissance de la résine était répandue en Asie bien avant l'ère commune.

### Substitut au silphium

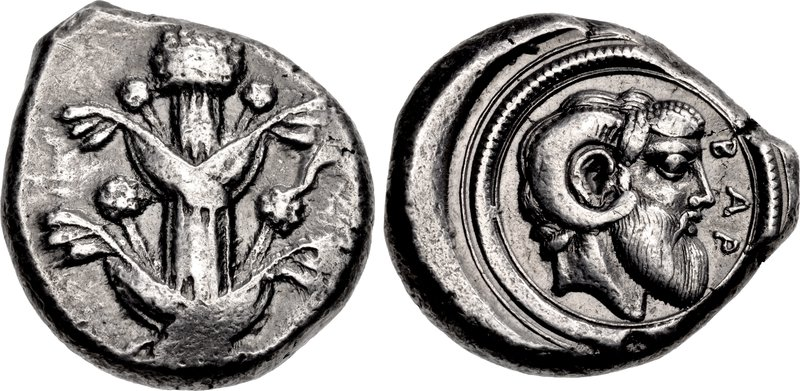
Silphium (à gauche) représenté sur une pièce de monnaie frappée à Barce en Cyrénaïque au

L'histoire de l'ase fétide est étroitement liée à celle du silphium antique, cette plante mystérieuse dont le suc faisait la richesse de la Cyrénaïque (Libye actuelle). Celui-ci était très apprécié comme épice de luxe, ainsi que pour ses innombrables vertus médicinales qui en faisaient une sorte de panacée. Si l'origine botanique du silphium est aujourd'hui encore débattue, il est probable que l'ase fétide lui a été assimilée et qu'elle a fait son entrée dans le monde méditerranéen à la suite des conquêtes d'Alexandre le Grand au IVe siècle av. J.-C. Dans son Anabase, Arrien cite en effet Aristobule de Cassandréia qui a accompagné l'armée macédonienne en Orient et rapporté que rien ne pousse au-delà du Caucase que « le térébinthe et le silphium ». Strabon raconte dans sa Géographie que les soldats affamés devaient se nourrir de la chair crue des bêtes de somme, faute de bois pour la faire cuire, mais que leur digestion était facilitée par la prise de silphium, « qui croissait en abondance dans le pays ».
Le « véritable » silphium de Cyrénaïque semble s'être raréfié et aurait même complètement disparu, si l'on en croit le témoignage de Pline l'Ancien : « Depuis plusieurs années il a disparu de la Cyrénaïque, parce que les fermiers des pâturages laissent, y trouvant un plus grand profit, les troupeaux paître dans les localités où vient cette plante. » L'ase fétide correspond probablement au « silphium de Médie » qui aurait peu à peu remplacé la célèbre résine dans ses différents usages. Ainsi, selon Strabon toujours, « une autre plante que la Médie produit également est le silphium, et le suc qu'on en tire dit suc médique, bien qu'étant habituellement très inférieur au suc cyrénaïque, ne laisse pas quelquefois d'avoir sur celui-ci une vraie supériorité. » Dioscoride relate le processus d'extraction de la résine, et mentionne le problème de l'odeur du substitut oriental : « Le suc [du silphium] est extrait de la racine et de la tige par incision. Le meilleur suc est rougeâtre et translucide, il a une odeur de myrrhe et un parfum vif, il n'est ni verdâtre ni désagréable au goût et passe rapidement à la couleur blanche. Il faut savoir que le suc de Cyrénaïque, même si l'on en goûte une infime quantité, provoque une transpiration immédiate de tout le corps et qu'il a un parfum très doux, de sorte que la bouche du dégustateur ne sent que brièvement. Les sucs de Médie et de Syrie sont décidément plus faibles et leur odeur est plutôt fétide. » Quant à Pline, il se désole de l'infériorité de la copie sur l'original, ainsi que des tentatives d'adultération : « Depuis longtemps on ne nous apporte plus d'autre laser que celui qui croît abondamment dans la Perse, ou dans la Médie, ou dans l'Arménie ; mais il est de beaucoup inférieur à celui de la Cyrénaïque ; et encore on le sophistique avec de la gomme ou du sagapénum, ou de la fève pilée. »
Les médecins romains et byzantins qui écrivent après Dioscoride continuent de citer le silphium dans leurs traités. Galien (IIe siècle), Oribase (IVe siècle), Célius Aurélien (Ve siècle), Aèce d'Amide, Alexandre de Tralles (VIe siècle) ou Paul d'Égine (VIIe siècle) décrivent la résine et ses propriétés, mais n'apportent pas beaucoup d'éléments nouveaux et compilent surtout des ouvrages antérieurs. Il est possible que, malgré sa rareté, le suc cyrénaïque ait conservé un usage essentiellement thérapeutique, sans que la question de sa substitution par la résine persique ne soit résolue. Les praticiens se voient parfois proposer différentes alternatives à choisir en fonction des ressources disponibles : Soranos d'Éphèse (IIe siècle) donne ainsi les recettes de quatre préparations emménagogues, dont deux seulement contiennent du silphium. L'ultime témoignage incontestable de la présence de la plante en Libye provient de deux lettres de Synésios, évêque en Cyrénaïque, datées du tout début du Ve siècle. Il y évoque un plant de silphium provenant du jardin de son frère, puis du suc envoyé parmi d'autres « cadeaux luxueux » à un ami de Constantinople. La mise en culture de la plante mythique pourrait indiquer qu'il était devenu impossible de la trouver en milieu naturel.

### Ase douceetase fétide
Les médecins arabes de l'Âge d'or, qui s'inspirent notamment de la science grecque, prêtent à l'ase fétide les propriétés du silphium de Dioscoride. Jean Mésué, Rhazès (IXe siècle) et Avicenne (XIe siècle), puis plus tard Averroès (XIIe siècle), Sérapion le jeune ou Ibn al-Baytar (XIIIe siècle), introduisent la distinction entre deux sortes de résines utiles en médecine : l'une est douce et agréable et l'autre malodorante. Ils apportent aussi des indications géographiques sur l'origine de la plante qui les produit : pour Abou Hanifa, cité par Ibn al-Baytar, elle pousse dans les plaines sableuses entre Bost et Kikan ; pour Abou Mansour, la meilleure variété est celle de Merv ; pour Istakhri, l'ase fétide est abondamment produite dans le désert entre le Sistan et le Makran, alors que, pour Al Idrissi, elle vient d'une région à la jonction de l'Helmand et de l'Arghandab.
La science médicale arabo-persane est transmise à l'Europe médiévale par l'école de Salerne, et le terme asa fait son entrée en latin au XIe siècle sous la plume de Constantin l'Africain. Le Circa instans, attribué à Platearius, est certainement la première attestation de la combinaison assa fetida, et c'est sous ce nom que la résine est mentionnée ensuite par Albert le Grand ou Arnaud de Villeneuve. Vers la fin du XIIIe siècle naît une riche tradition d'herbiers enluminés connue sous le nom de Tractatus de Herbis , qui sera traduite en français au XVe siècle comme Livre des simples médecines. L'ase fétide y est systématiquement incluse, mais représentée de façon imaginaire et très schématique.
« Asa duarum est specierum, foetida videlicet et odorifera, non fortem habens odorem. Est autem ignea herba, sed foetida est calidior; propter quod etiam est sicca in natura. Disrumpit autem ventositates ex resolutione sua, et cum hoc est inflativa, quia calor eius humores convertit in vapores, et resolvit sanguinem congelatum in ventre ; et quando ministratur in cibariis, facit bonum colorem, et abscidit verrucas, quae sunt sicut clavi. In epilepsia vero habet operationem pyoniae. Cum autem dissolvitur in aqua et fit ex ea gargarismus, clarificat vocem statim. Nocet autem stomacho et hepati. In coitu autem fortitudinem praebet, et provocat menstrua et urinam, et confert solutioni ventris antiquae et frigidae. Posita etiam supra morsum canis rabidi et aliorum venenosorum, aut bibita, confert multum. »
— Albert le Grand, De Vegetabilibus

« L'Ase est de deux sortes, la fétide et l'aromatique (sans odeur forte). C'est une herbe de [l'élément] feu, mais la fétide est plus chaude car elle est aussi sèche par nature. Elle déloge les flatulences par sa dissolution, mais elle est inflative, parce que sa chaleur transforme les humeurs en vapeurs, et elle dissout le sang qui est gelé dans l'estomac ; et quand elle est donnée dans des aliments cuits, elle donne une bonne couleur [au visage ou à la peau], et fait disparaître les verrues qui sont comme des clous. Dans l'épilepsie, elle a l'effet de la pivoine. Lorsqu'on la dissout dans l'eau et qu'on en fait un gargarisme, elle éclaircit immédiatement la voix. Elle est nocive pour l'estomac et le foie. Dans les rapports sexuels, elle donne de la force, elle provoque les menstruations et la miction, et est utile  pour un ventre ancien [!] et frigide. Si on la place sur la morsure d'un chien enragé ou d'autres créatures venimeuses, ou si on la boit, elle donne un grand bénéfice. »
— De Vegetabilibus

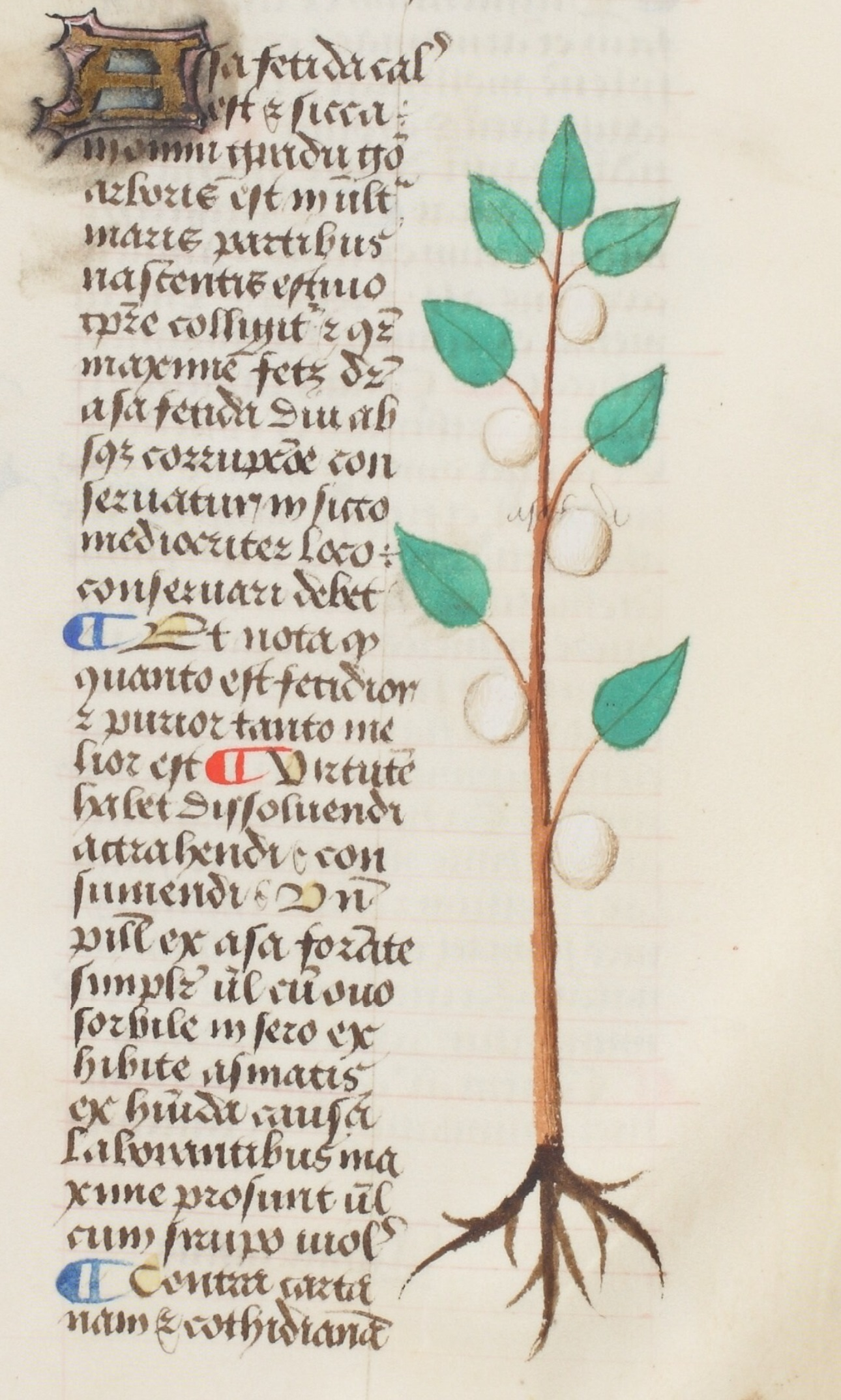
« Assa fetida », dans une copie du Tractatus de Herbis de 1458. Bibliothèque Estense de Modène.

À l'époque moderne, vraisemblablement à la suite d'une lecture erronée du témoignage de Ludovico de Verthema sur le benjoin de Sumatra, plusieurs auteurs assimileront cette nouvelle résine au suc de Cyrénaïque de Dioscoride et à l'ase douce des Arabes. Bien que cette hypothèse très invraisemblable aux points de vue botanique et biogéographique ait été combattue dès son origine, elle remportera un grand succès et aura la vie longue. Certains dictionnaires et manuels pharmaceutiques indiquent ainsi toujours le nom assa dulcis comme synonyme de résine de benjoin.

### Récits de voyageurs
Le premier rapport exact d'un Européen à propos de l'Ase fétide est celui du Portugais Garcia de Orta, qui réside à Goa en Inde vers le milieu du XVIe siècle. Dans ses Colloques des simples et des drogues de l'Inde publiés en 1563, il expose au travers d'un dialogue avec son collègue imaginaire Ruano la confusion qui entoure les noms donnés à la résine. Sans être parvenu à ce qu'on lui explique comment la gomme est extraite, ni de quel arbre elle provient, Orta a appris qu'elle est transportée en Inde depuis le Khorassan via le port d'Ormuz. Il établit également que l'ase fétide et le laserpitium sont deux drogues différentes que les auteurs antiques et arabes ont trop longtemps confondues, et réfute le lien récemment établi avec le benjoin (« S'il s'agit d'une drogue nouvellement trouvée pour notre usage, pourquoi devrions-nous lui donner un nom antique ? »). Il relate enfin que l'ase fétide est l'un des produits les plus courants en Inde et qu'on l'utilise partout aussi bien en médecine que pour parfumer les plats.

« Pour moi, l'odeur la plus désagréable du monde est celle de l'Ase fétide, mais les brèdes assaisonnées avec elle n'ont pas une mauvaise odeur. Vous n'avez pas à vous en étonner, car les oignons ont une très mauvaise odeur, et pourtant les plats qui en sont assaisonnés sont très bons. La vérité, c'est qu'il y a beaucoup d'habitudes en matière d'odeurs. »

— Garcia de Orta, Coloquio setimo : Do Altiht.
Un siècle plus tard, l'Allemand Johann Albrecht von Mandelslo visite la Perse, puis l'Inde, et rapporte ses commentaires sur les nombreux produits exotiques de ces contrées. Dans son récit publié en 1669, il explique que le Hingh, que les droguistes et apothicaires européens appellent « ase fétide », vient principalement de Perse et qu'il est produit par deux plantes :

« L'une pousse comme un buisson, et a de petites feuilles, comme la rue, et l'autre ressemble à la rave, et sa verdeur est comme celle des feuilles de figuier. Elle pousse de préférence dans les endroits pierreux et secs, et sa gomme commence à sortir vers la fin de l'été, de sorte qu'elle doit être récoltée en automne. »

— Johann Albrecht von Mandelslo, Voyages célèbres & remarquables, faits de Perse aux Indes orientales.

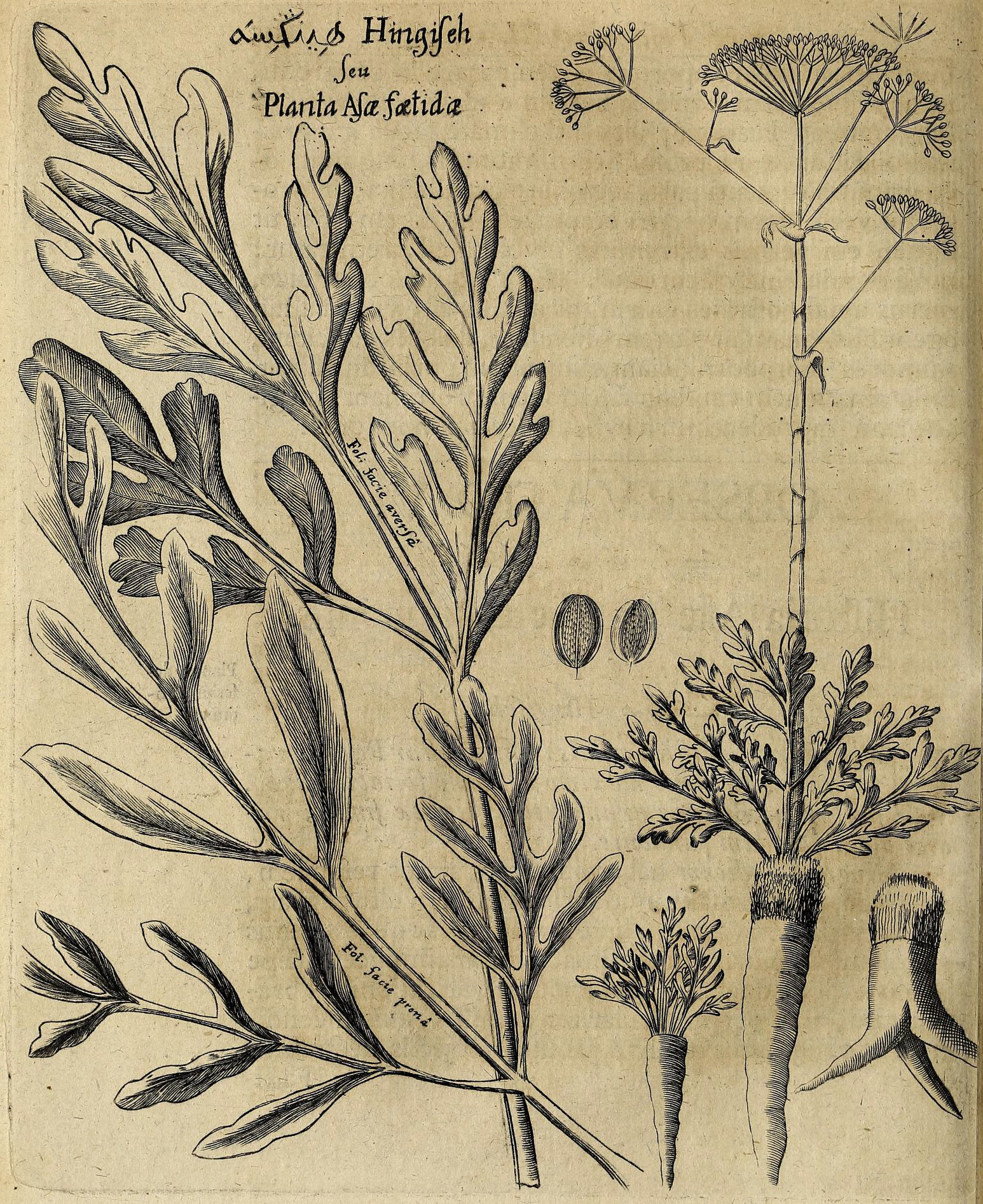
Planche représentant lHingiseh ou Asa fœtida dans l'ouvrage de Kaempfer.

C'est cependant le naturaliste allemand Engelbert Kaempfer qui fournit la première véritable description botanique de la plante. S'étant rendu en 1684 à Ispahan pour le compte du roi Charles XI de Suède, Kaempfer s'engage comme médecin pour la Compagnie néerlandaise des Indes orientales et, pendant les quatre années qu'il passe en Perse, il compile différentes observations sur les curiosités du pays qui l'accueille. Ses Amœnitatum exoticarum (Plaisirs exotiques), qui ne sont publiés qu'en 1712, consacrent un chapitre entier à « l'Asa fœtida ». Il est illustré d'une planche montrant les différentes parties de la plante et comprend un témoignage détaillé des différentes phases de l'extraction de la résine dans le village de Disguun, dans une région montagneuse le long du golfe Persique, durant l'année 1687.

« Cette plante naît dans la Perse ; & toute l'assa fœtida que l'on apporte en Europe, ne vient que de ce seul pays. Cependant on ne la trouve pas partout, mais seulement en deux endroits de ce Royaume, savoir dans les champs & les montagnes qui sont autour de la ville de Heraat [Hérat], où se tient le marché de la province de Chorasaan [Khorassan], & dans la province de Laar [Lar], sur le sommet des montagnes qui s'étendent depuis le fleuve Cuur [Shur] jusqu'à la ville de Congo [Kong], le long du golfe Persique, loin du rivage de deux ou trois parasanges, & même davantage. »

— Engelbert Kaempfer, Amoenitatum exoticarum.

### Découvertes et débats botaniques
Dans le système de nomenclature biologique mis au point au milieu du XVIIIe siècle par Carl von Linné, la plante qui produit l'ase fétide reçoit le nom binominal Ferula assa-foetida. La définition de l'espèce repose alors entièrement sur la description qu'en a faite Kaempfer, et les illustrations botaniques des décennies suivantes copient la planche des Plaisirs exotiques. Mais, dans les années 1840, trois nouvelles plantes productrices d'ase fétide sont découvertes et décrites presque simultanément. Ferula foetida (initialement nommée Scorodosma foetidum) est récoltée par Alexandre Lehmann dans les plaines désertiques de la mer d'Aral, puis nommée par Alexander von Bunge qui l'observe également près d'Hérat. Ferula narthex est découverte par Hugh Falconer dans la vallée de l'Astor au Cachemire. Entre Jandaq et Yazd, en Perse, Friedrich Alexander Buhse décrit quant à lui le premier spécimen de ce qui deviendra Ferula alliacea.
| Holotype de Ferula assa-foetida L., collecté par Kaempfer en Iran, 1691-1692, Natural History Museum. |  | Syntype de Scorodosma foetidum Bunge, collecté par Lehman en Ouzbékistan, 1841-1842, Muséum national d'histoire naturelle. |  | Type de Ferula narthex Boiss., collecté par Falconer au Pakistan, 1838, Muséum national d'histoire naturelle. |

Durant les XIXe et XXe siècles, l'origine botanique de l'ase fétide et ses liens avec le silphium ou autres résines décrites par les auteurs antiques (galbanum, sagapénum, etc.) font couler beaucoup d'encre,. Les littératures généraliste ou spécialisée restent encore souvent confuses et contradictoires sur ces sujets. Les bouleversements politiques qu'ont connus récemment les régions productrices d'ase fétide (révolution iranienne, guerres afghanes, dislocation de l'URSS, etc.) ont également freiné la recherche botanique et repoussé les nécessaires révisions floristiques,.

## Sources botaniques
- Ferula assa-foetida[θ]
- Ferula foetida
- Ferula narthex

1. Ferula assa-foetida
2. Ferula foetida
3. Ferula narthex
4. Ferula alliacea
5. Ferula pseudalliacea

Aires de répartition des trois espèces principales produisant l'ase fétide, d'après Chamberlain, 1977, et extensions d'après auteurs ultérieurs.
Localisation des sites de récolte des spécimens types :

Les Férules sont des plantes herbacées vivaces, souvent de grande taille et polygames. Leurs feuilles sont composées, divisées en deux à quatre pennes, et leurs bases sont généralement engainantes. L'inflorescence est produite sur un grand pédoncule très ramifié qui porte souvent un grand nombre d'ombelles, chacune avec de nombreuses fleurs. L'ombelle centrale est sessile ou brièvement pédonculée et fertile. Les ombelles latérales sont mâles ou polygames. Les pétales sont jaunes, rarement blancs. Le fruit est un schizocarpe fortement comprimé dorsalement, elliptique à oblong, avec des crêtes latérales ailées.

### Principales espèces

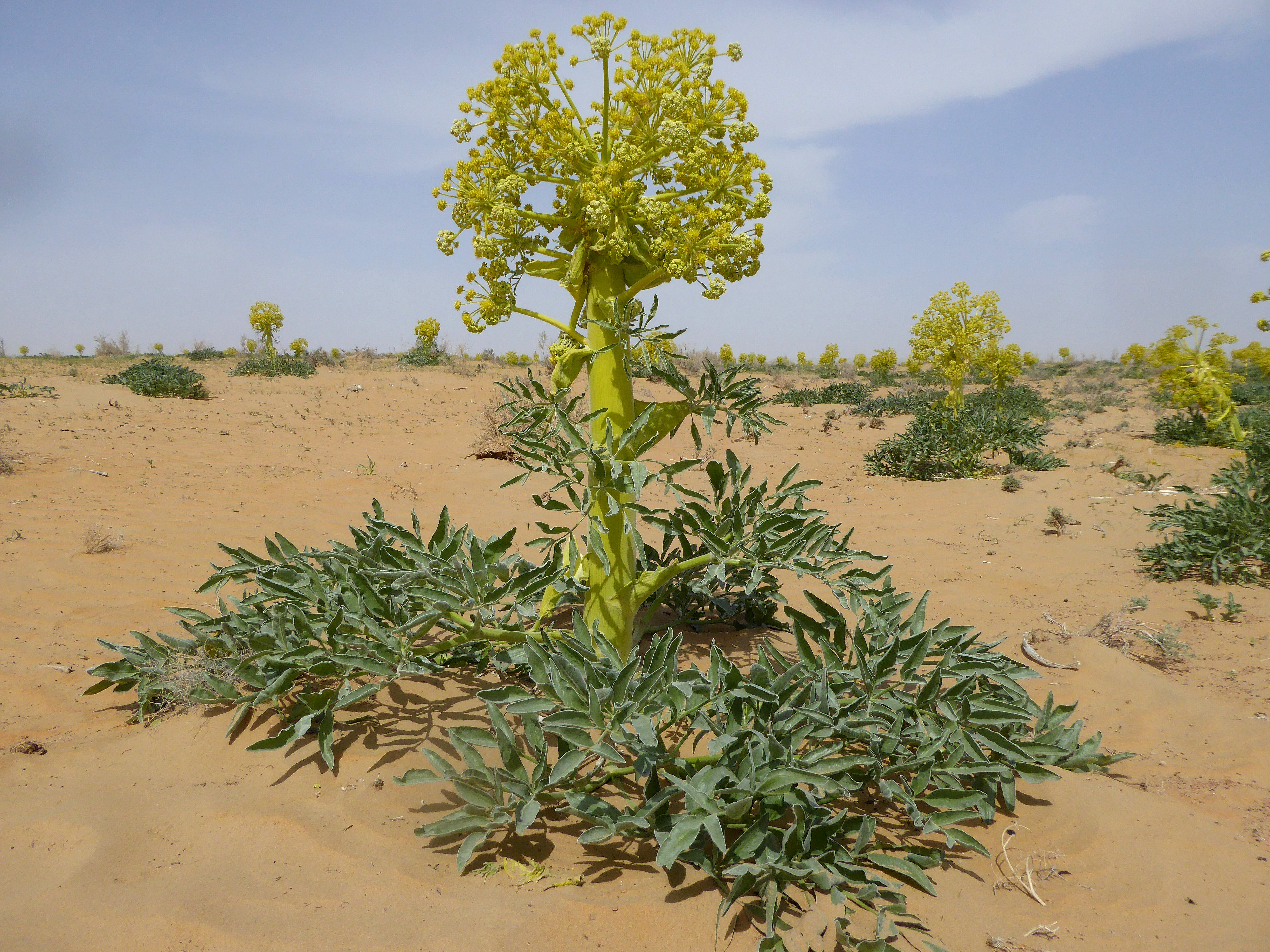
Ferula foetida dans le désert du Kyzylkoum, en Ouzbékistan.

Ferula assa-foetida L. et Ferula foetida (Bunge) Regel sont les deux espèces les plus couramment citées comme source botanique de l'ase fétide. Il existe une certaine confusion et incertitude nomenclaturale et taxonomique autour de ces deux noms qui ont longtemps été, et sont encore souvent, considérés comme synonymes.
F. assa-foetida a été décrite par Linné à partir du récit et de la planche gravée de l'ouvrage d'Engelbert Kaempfer paru en 1712. Ses observations, ainsi que le spécimen d'herbier considéré comme holotype de l'espèce, proviennent du village de Disguun dans le Sud de l'Iran. Même si le nom a été et reste largement utilisé dans une définition beaucoup plus large, les botanistes s'accordent à considérer le taxon comme strictement endémique à cette région. Sa phylogénie et sa systématique restent très incertaines et F. assa-foetida pourrait être synonyme de plusieurs autres espèces découvertes ultérieurement, comme F. erubescens Boiss., F. rubricaulis Boiss. ou F. pseudalliacea Rech.f.,
F. foetida est répartie beaucoup plus largement en Iran, en Afghanistan, au Pakistan et dans les cinq pays d'Asie centrale. L'ase fétide extraite de l'espèce est probablement le produit le plus courant et celui qui a été le mieux étudié, mais la plupart des recherches ont été effectuées en utilisant le nom de F. assa-foetida. Dans la pratique pharmaceutique européenne, F. foetida est désormais considérée comme la source principale de l'asa-foetida. Au niveau économique, l'espèce serait celle dont sont issues la majorité des récoltes en Afghanistan, pays qui domine toujours le marché mondial en termes de production et d'exportation.
La littérature indique traditionnellement F. narthex comme une troisième source pour l'ase fétide. L'espèce est naturellement présente dans le Nord du Pakistan, ainsi que dans l'Est de l'Afghanistan et le Sud du Tadjikistan. Une étude effectuée sur les productions afghanes en 1979 a néanmoins observé que le produit extrait de F. narthex était exempt des composés organosulfurés caractéristiques de l'ase fétide. En Inde, il est considéré par les autorités de régulation comme un substitut présentant une odeur comparable.

### Autres sources citées
Dans les pharmacopées, les trois espèces sont généralement mentionnées avec la note « et autres espèces de Ferula » sans autres précisions. Une certaine confusion taxonomique entoure les divers noms cités dans la littérature. L'importance économique de ces autres espèces et la teneur de leurs résines restent peu étudiées,.
Parmi ces espèces figurent plusieurs taxons endémiques à l'Iran, dont la principale est Ferula alliacea Boiss., surtout présente dans les régions nord-est du pays. Elle est attestée dans le folklore iranien comme plante médicinale et considérée comme d'importance économique,. Dans le volume de Flora Iranica consacré aux Ombellifères, F. alliacea est néanmoins annotée comme nomen confusum car les diagnoses disponibles peuvent être assignées à d'autres espèces. La composition de l'huile essentielle extraite des racines de la plante a été étudiée pour la première fois en 2016 et les résultats ont montré la présence de composés organosulfurés. La recherche de la typologie de ces composés et de leur teneur pourrait à l'avenir servir à clarifier quelles sont véritablement les sources botaniques de l'ase fétide iranienne.

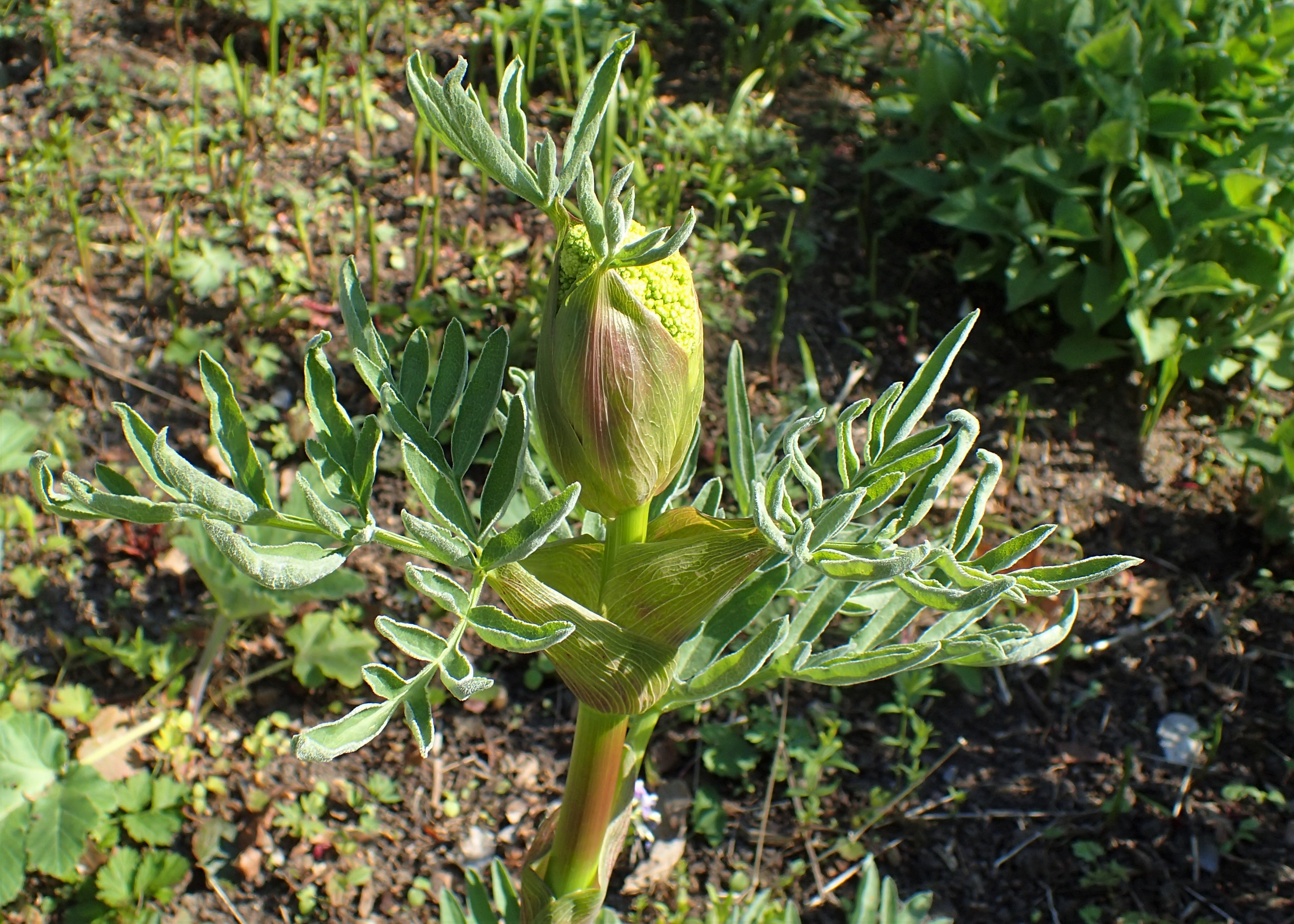
Ferula jaeschkeana au Jardin botanique de Berlin.

Les autres espèces iraniennes citées dans la littérature sont F. rubricaulis Boiss.,, F. pseudalliacea Rech.f. et F. gabrielii Rech.f. La première est également souvent mentionnée comme source possible du galbanum, alors que la seconde pourrait être l'ase fétide amère, habituellement considérée comme provenant d'une variété de F. assa-foetida. La phylogénie et la taxonomie de ces espèces restent cependant inconnues ou très confuses, et sont basées sur des spécimens incomplets : il n'existe par exemple aucune description des feuilles et de la tige de F. rubricaulis et le type de F. gabrielii n'a pas de fruits.
Certains ouvrages mentionnent encore d'autres espèces. F. rigidula Fisch ex DC. a une distribution plus occidentale : en Turquie (Anatolie), dans le Caucase (Arménie, Azerbaïdjan) et dans l'Ouest de l'Iran (Azerbaïdjan iranien). Ses parties aériennes sont utilisées en médecine traditionnelle en Turquie et elle comprend plusieurs constituants actifs aux propriétés intéressantes, mais son classement parmi les sources d'ase fétide n'est pas argumenté. F. jaeschkeana Vatke est répartie de la mer Caspienne jusqu'à l'Himalaya (Tibet et Bhoutan). C'est la seule de ces espèces qui croît en Inde, d'où l'intérêt qui lui a été porté dans ce pays très gros consommateur d'ase fétide. Elle est principalement présente autour de la station de Gulmarg dans le Jammu-et-Cachemire à une altitude, située entre 2 000 et 4 000 m. Là, les habitants en exploitent les racines pour extraire une gomme-résine utilisée en pansement contre les blessures et les contusions. Elle ne saurait cependant être comparée à « l'authentique » ase fétide, car son huile essentielle ne comprend aucun composé organosulfuré,.

## Culture, extraction et transformation

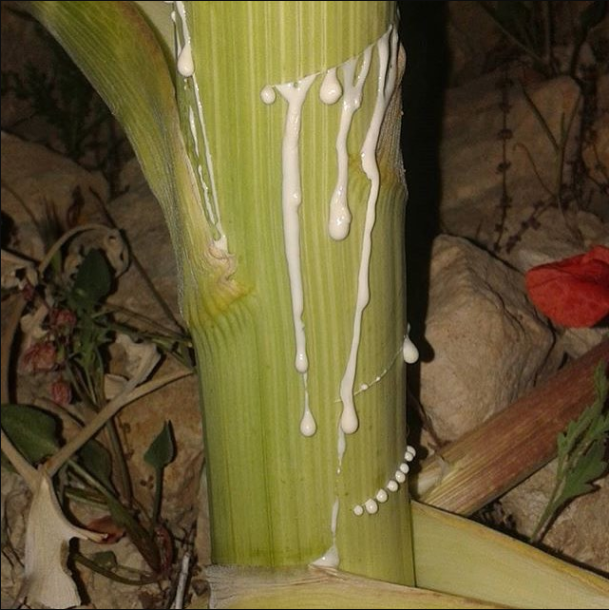
Gomme-résine exsudant de la tige après incision.

Alors que la majorité des exsudats végétaux présents sur le marché mondial proviennent des arbres, l'ase fétide est l'un des rares exemples, avec la gomme adragante, de produits obtenus par incision de la racine d'une plante herbacée. Quoique toutes les parties de la plante exsudent leur gomme lorsqu'elles sont incisées, l'extraction de l'ase fétide s'effectue traditionnellement par des entailles faites à la surface du collet.
La gomme-résine est l'objet d'une très forte demande, alors que l'offre dépend presque entièrement de la récolte en milieu naturel. Cette pression a diminué la capacité biologique des écosystèmes et menace la survie des espèces. Les essais de cultures à grande échelle sont par conséquent motivés par des raisons à la fois économiques et écologistes. Un certain nombre de cultivars sont disponibles commercialement et se distinguent sur la base du pays de provenance, et de la qualité du produit obtenu, plus que sur l'origine botanique.

### Paramètres de culture
La plante nécessite des conditions climatiques tempérées et sèches pour une croissance optimale. La pluviométrie annuelle doit se situer entre 250 et 350 mm. Bien qu'elle puisse tolérer des températures allant jusqu'à 35 °C, l'optimum est de 15 °C pour la germination, et entre 10 et 20 °C pour la croissance végétative, avec un ensoleillement abondant. La culture de l'ase fétide se fait à une altitude allant de 600 à 2 400 m, et sur un gradient de pente supérieur à 25 %. La plante préfère les sols fertiles et bien drainés de type loam sableux ou argileux, et possède une bonne tolérance aux pH acides et basiques.
La meilleure méthode de propagation de la plante est la graine. La multiplication végétative est aussi possible, en divisant les racines au mois de septembre, mais reste déconseillée en raison des perturbations qu'elle cause. Les graines sont traditionnellement récoltées à la fin de l'été. Sous serre, elles peuvent être semées dès qu'elles sont mûres en automne, alors qu'en milieu ouvert il est préférable de semer en décembre-janvier ou en avril. Elles commencent à germer après 20 jours. Les semis d'hiver donnent un pourcentage de levée plus élevé et un meilleur rendement en tubercules, mais doivent recevoir un paillage protecteur. Les graines ont une longue dormance et une faible germination, qui est améliorée par la stratification, le lavage ou le traitement par hormones de croissance. Une étude iranienne a aussi testé avec succès des techniques d'amorçage de la germination (priming) qui ont permis de réduire ou même de surmonter complètement les effets négatifs du stress salin.

Culture de l'ase fétide dans l'Est de l'Iran
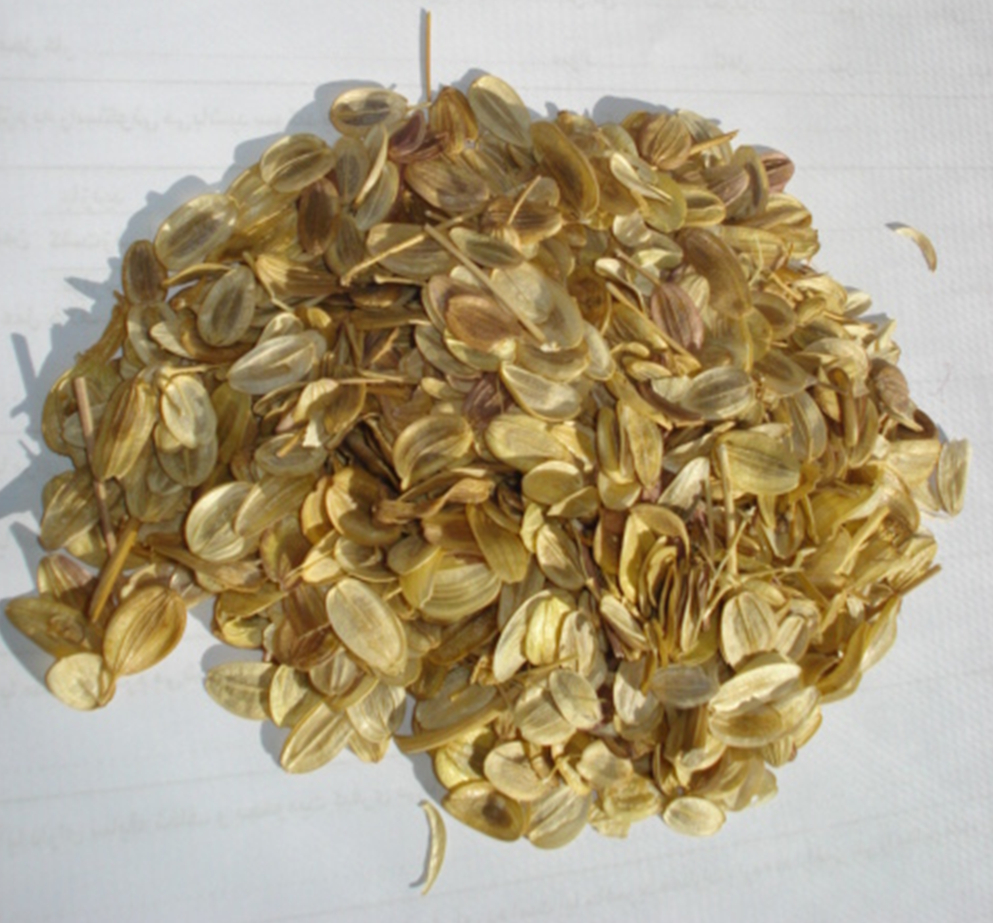
Graines.
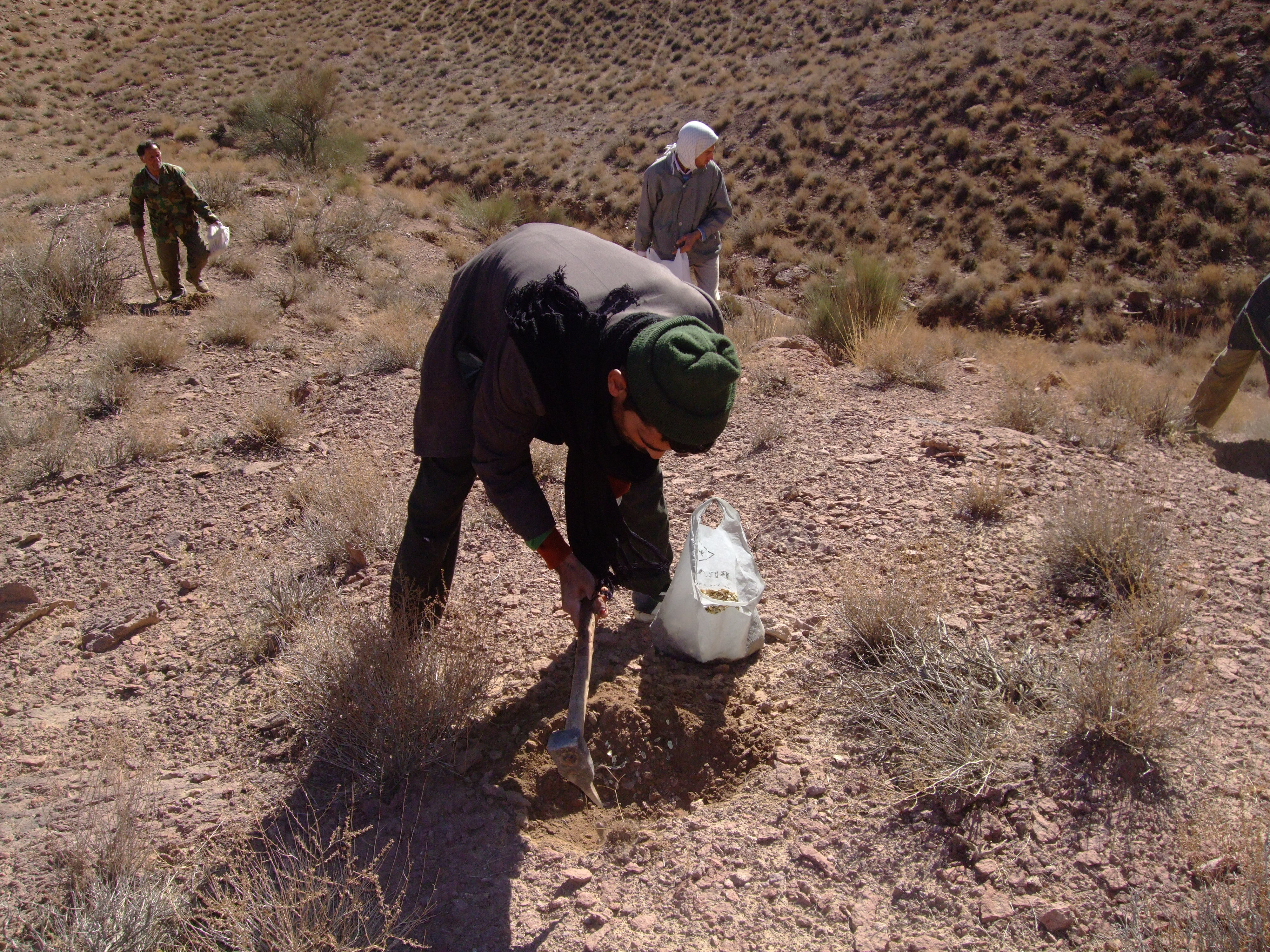
Semis.
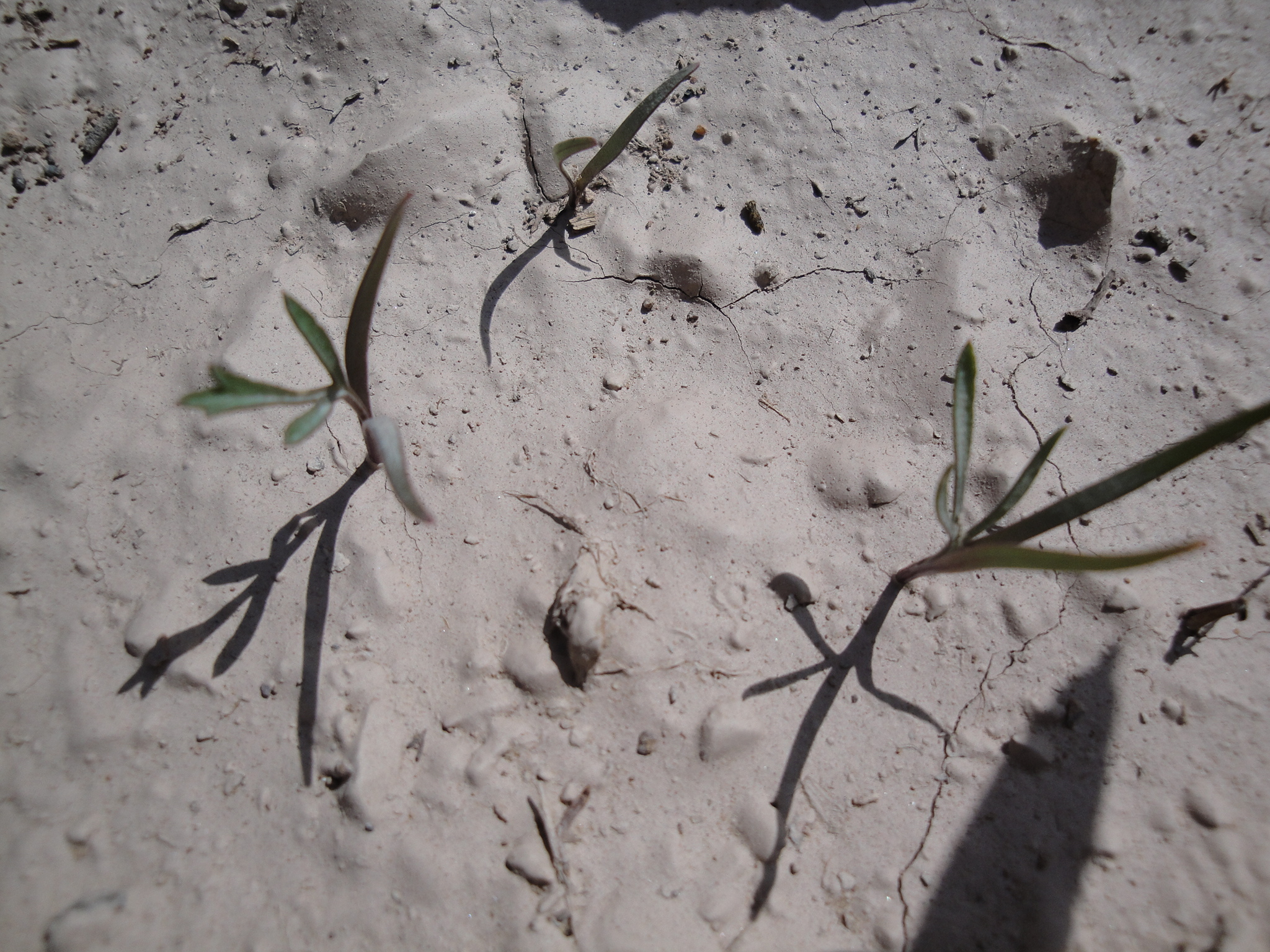
Jeunes pousses.
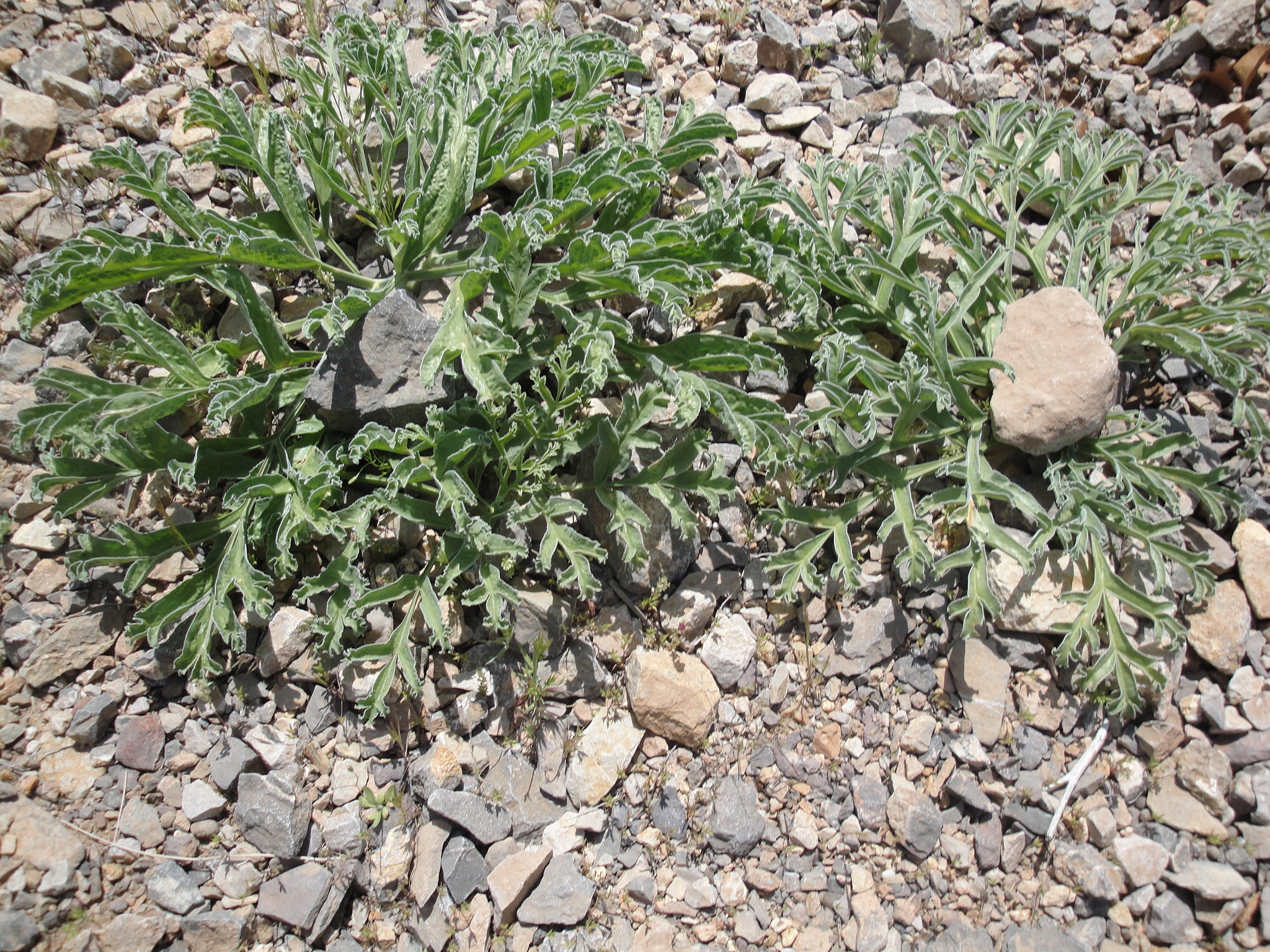
Plantes de 3 ou 4 ans.
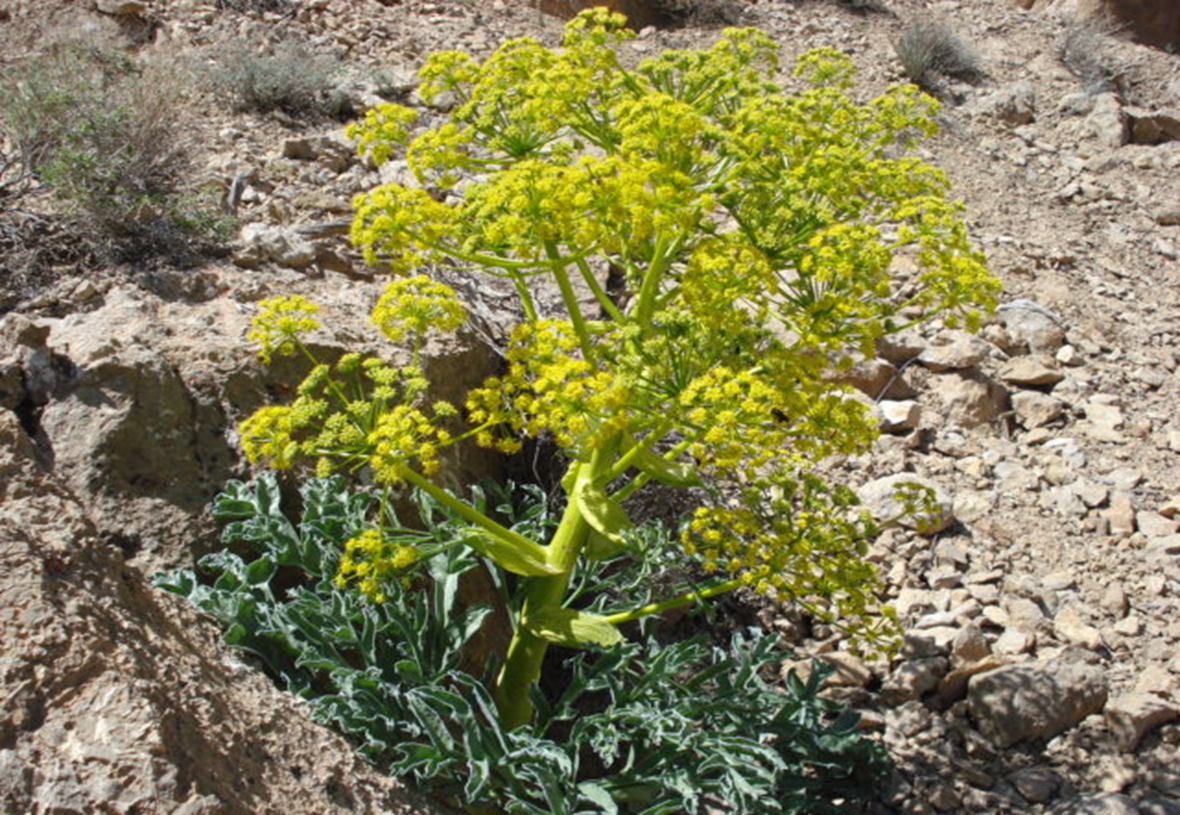
Plante en fleurs.
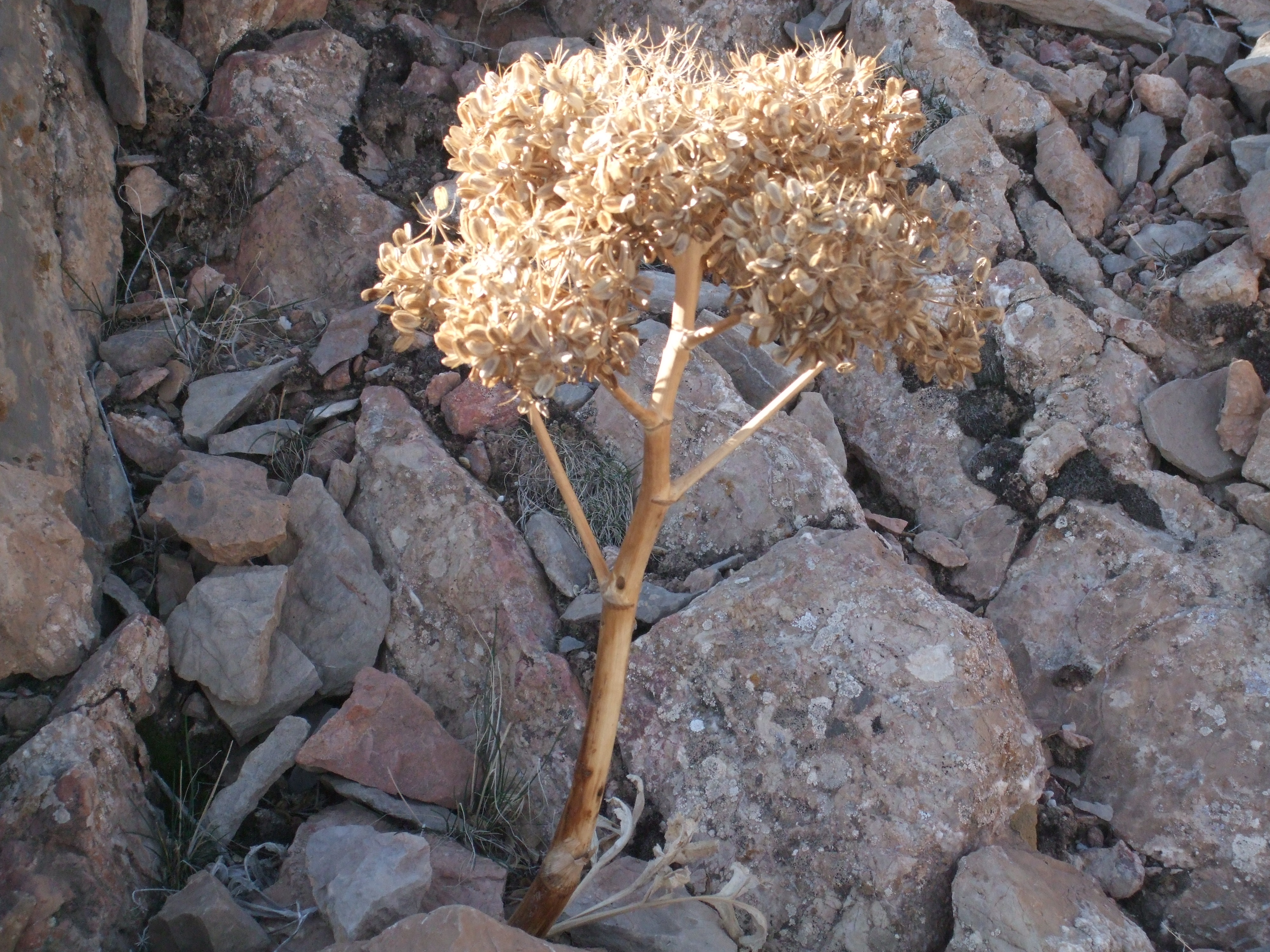
Plante en graines.

La première année, il est conseillé d'appliquer 15 à 20 tonnes de fumier par hectare. Un traitement se fait ensuite avec des engrais chimiques en augmentant les doses chaque année jusqu'à la dixième. Les doses initiales recommandées sont de 20 g de N, 18 g de P et 18 g de K par plant. Si le sol est déficient en zinc, une application basale de sulfate de zinc, à raison de 20 kg par hectare, est appliquée pour améliorer le rendement. Deux désherbages par an sont généralement nécessaires (juin-juillet et octobre-novembre) ainsi qu'un bêchage du sol autour des plants en août-septembre. Le stress hydrique réduit la croissance et la productivité des plantes plus que tout autre facteur environnemental. Les conditions humides ne sont cependant souhaitables que pendant la germination, et toute saturation en eau ultérieure peut être nuisible. L'irrigation des plantations une fois par semaine semble ainsi suffisante. Lorsque la culture est pratiquée en haute montagne, la fonte des neiges au printemps peut suffire à répondre aux besoins.

### Récolte

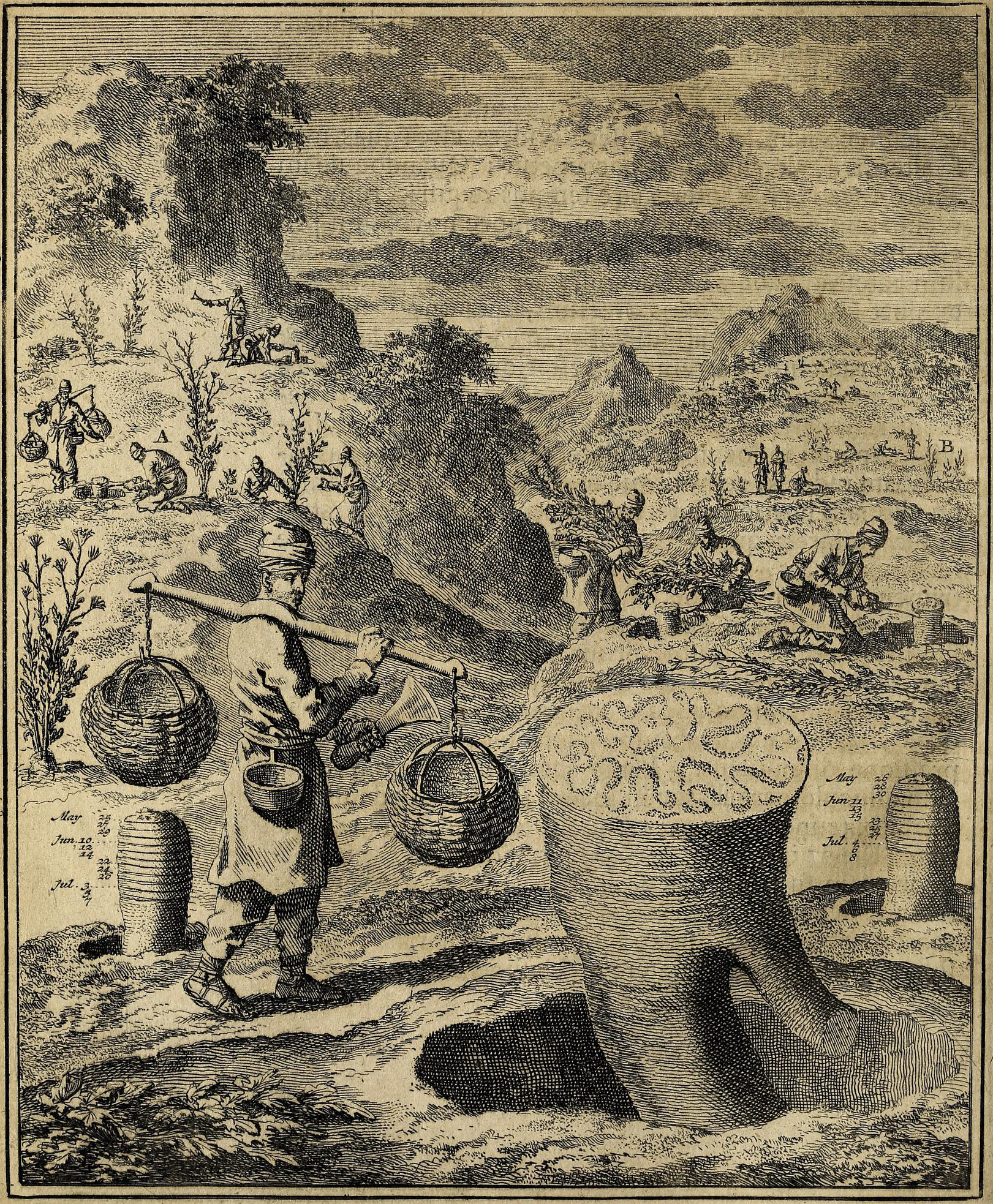
Les différentes étapes de la récolte traditionnelle en Perse au XVIIe siècle, illustrées par Kaempfer.

Les détails des différentes étapes de ce processus peuvent varier d'une région à l'autre, mais la technique générale est la même sur toute l'aire de répartition de la plante. Engelbert Kaempfer en a donné une description détaillée à la fin du XVIIe siècle pour la région de Lar dans le Sud de l'Iran. Au XIXe siècle, Henry Walter Bellew, puis James Edward Tierney Aitchison, ont rapporté l'usage des mêmes techniques autour d'Hérat en Afghanistan. Le processus de préparation et de récolte dans les régions rurales des deux pays reste globalement conforme à ces témoignages historiques.
Il faut cinq ans à la plante pour atteindre sa taille maximale, qui peut aller jusqu'à 2 m. Les spécimens plus âgés sont en outre plus productifs. La sélection et le marquage des plants prêts à être exploités sont souvent effectués par les populations rurales au mois de novembre de l'année précédente. La récolte du latex débute lorsque le feuillage passe du vert au jaune, généralement en mars ou avril, juste avant la floraison. La première opération consiste à dégager la plante de la terre et des pierres qui l'entourent et à arracher le feuillage et la tige. La partie supérieure de la racine, qui est surmontée d'une structure en forme de brosse, est mise à nu, puis recouverte de terre meuble et de gravier et laissée en l'état pendant environ cinq jours. On retire ensuite la brosse et on gratte le sommet de la racine sur une surface allant jusqu'à 6,5 cm2, puis on le recouvre d'une structure en forme de dôme à base de brindilles et de pierres.
La première incision est pratiquée après deux ou trois jours et le latex qui s'écoule est recueilli. Deux à trois jours plus tard, une incision légèrement plus profonde d'environ 0,5 cm est faite et permet une deuxième récolte. Le processus de coupe et de collecte se poursuit pendant dix à quinze cycles, jusqu'à ce que le flux de latex s'arrête. Une autre technique consiste à laisser l'exsudat sécher sur la racine, puis à le gratter après quelques jours. Après chaque intervention, la racine est protégée pour éviter que de la terre ou du gravier ne tombe sur la surface coupée, et pour maintenir des conditions de fraîcheur nécessaires à sa maturation. L'exsudat est stocké dans une fosse creusée dans le sol, dont la taille varie en fonction de la récolte attendue, mais qui peut atteindre 1,8 m de long et 2,4 m de profondeur. Les côtés de cette fosse sont enduits de boue et l'ouverture est recouverte des tiges de la plante en laissant un trou d'environ 30 cm de diamètre pour y verser la collecte quotidienne. Le processus complet prend environ trois mois et la récolte moyenne de résine a été estimée à environ 40 g par racine, certaines plantes pouvant en produire jusqu'à 900 g.
Au Khorassan méridional, dans l'Est de l'Iran, la récolte est plus tardive et inclut certaines variations par rapport à ce schéma général. Elle s'effectue en 12 à 16 cycles de 4 à 5 jours entre juin et août. La base de la tige est conservée et une fine tranche est découpée à chaque étape. Ces tranches, appelées keshteh en persan, sont collectées avec la résine qui a exsudé et mises à sécher. Elles sont ensuite vendues sur le marché aux fabriques qui les traitent pour en extraire la gomme-résine brute. Un collecteur expérimenté peut couper jusqu'à 1 000 plants par cycle, et ainsi obtenir entre 2 et 3 kg de produit brut les bonnes années.

Récolte de l'ase fétide dans le village de Sorond près de Tabas, au Khorassan méridional
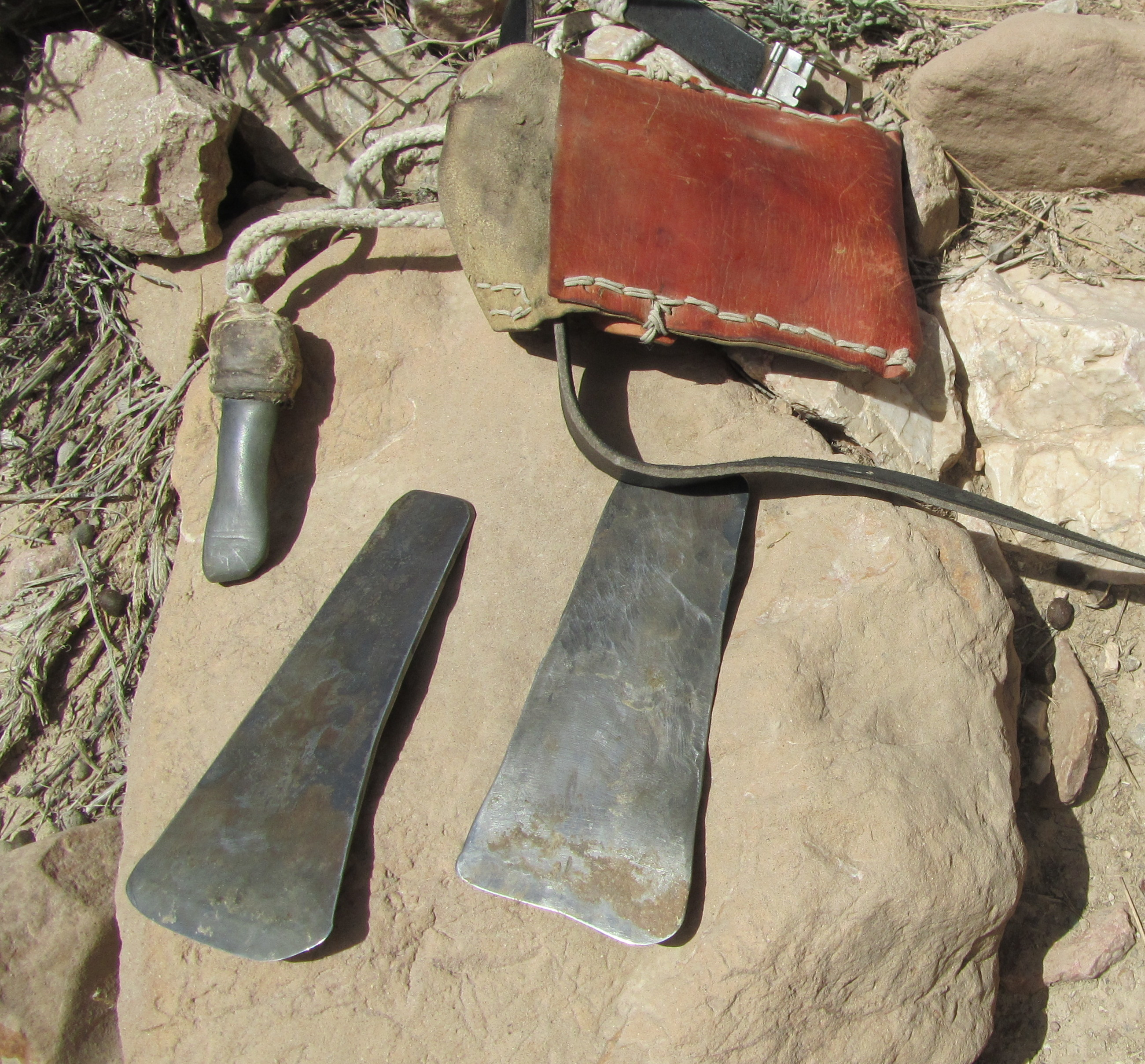
Outils traditionnels.
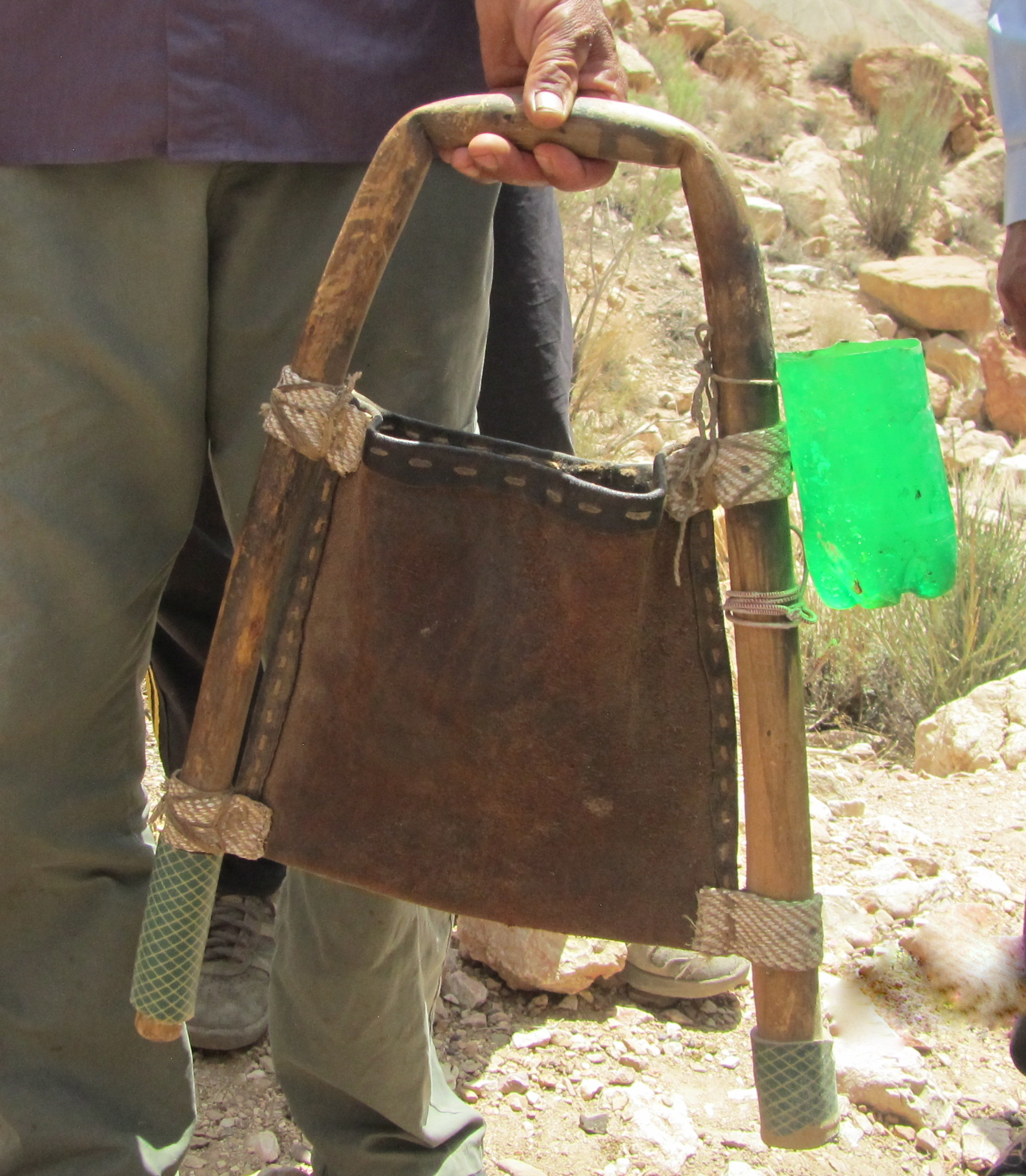
Équipement traditionnel.
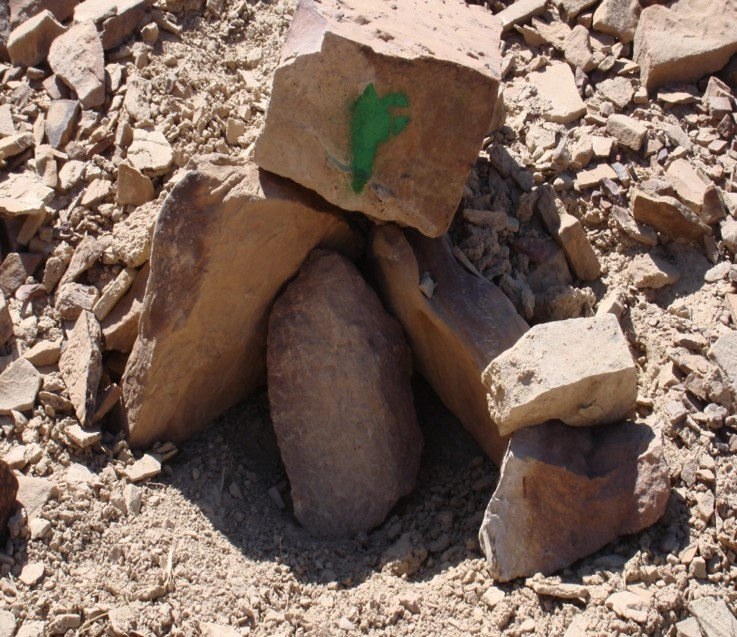
Dôme de protection du plant en cours d'exploitation.
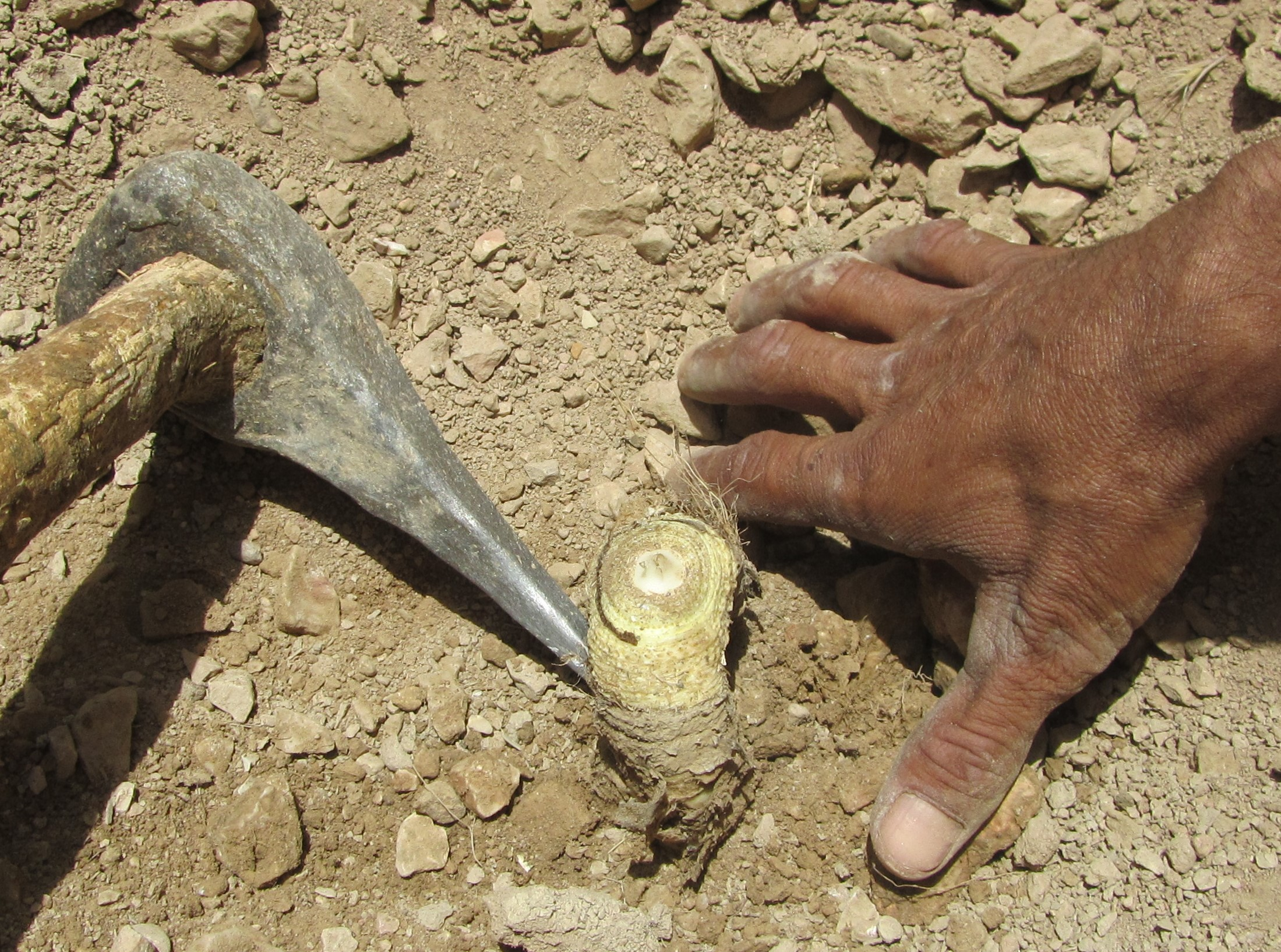
Collet de la racine exsudant la gomme-résine.
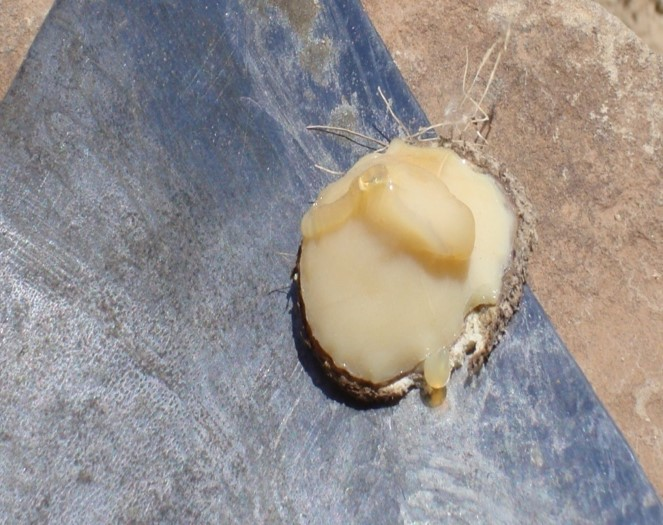
Coupe de la tige avec l'exsudat.
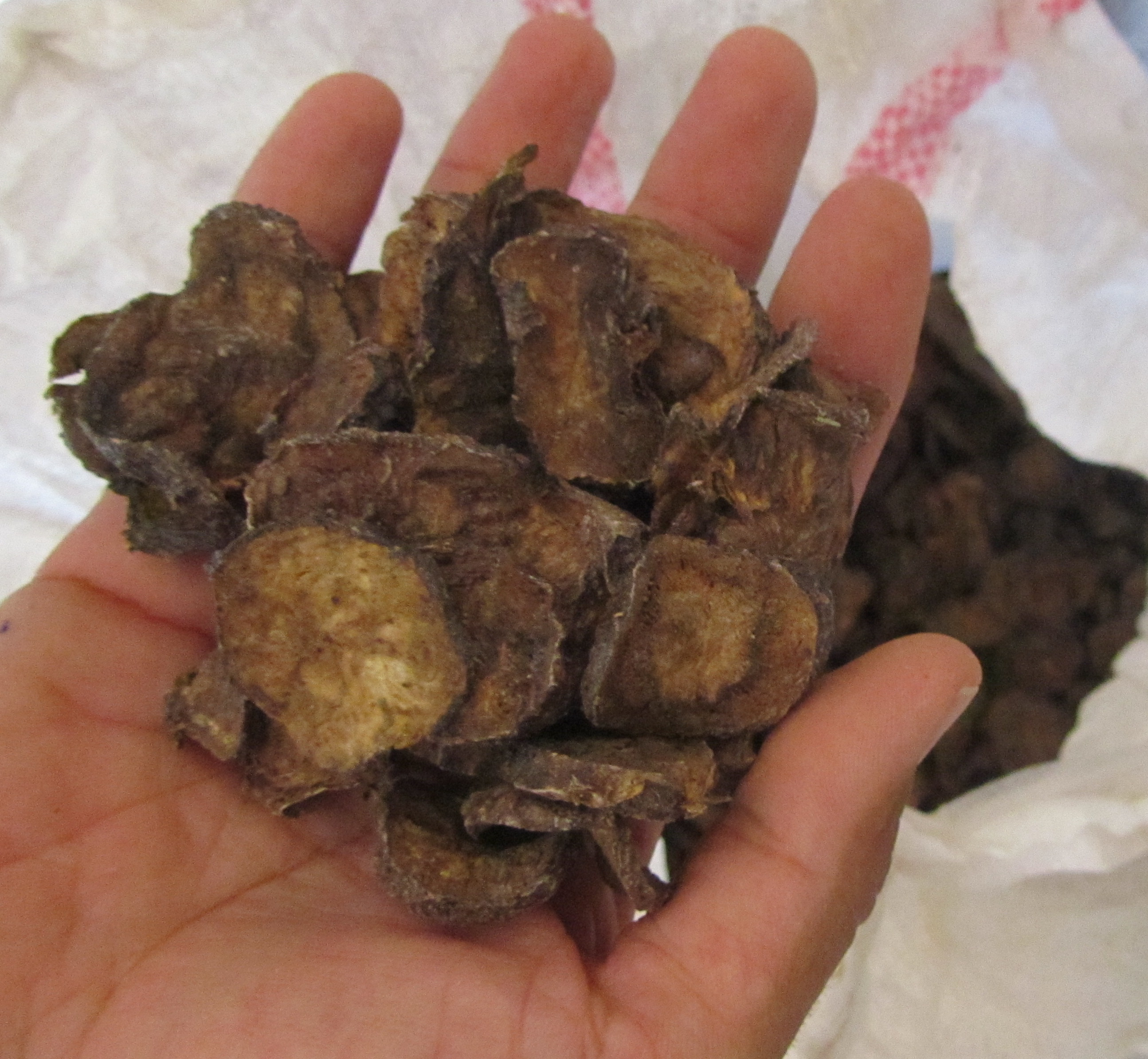
Tranches de tige séchées vendues sur le marché.
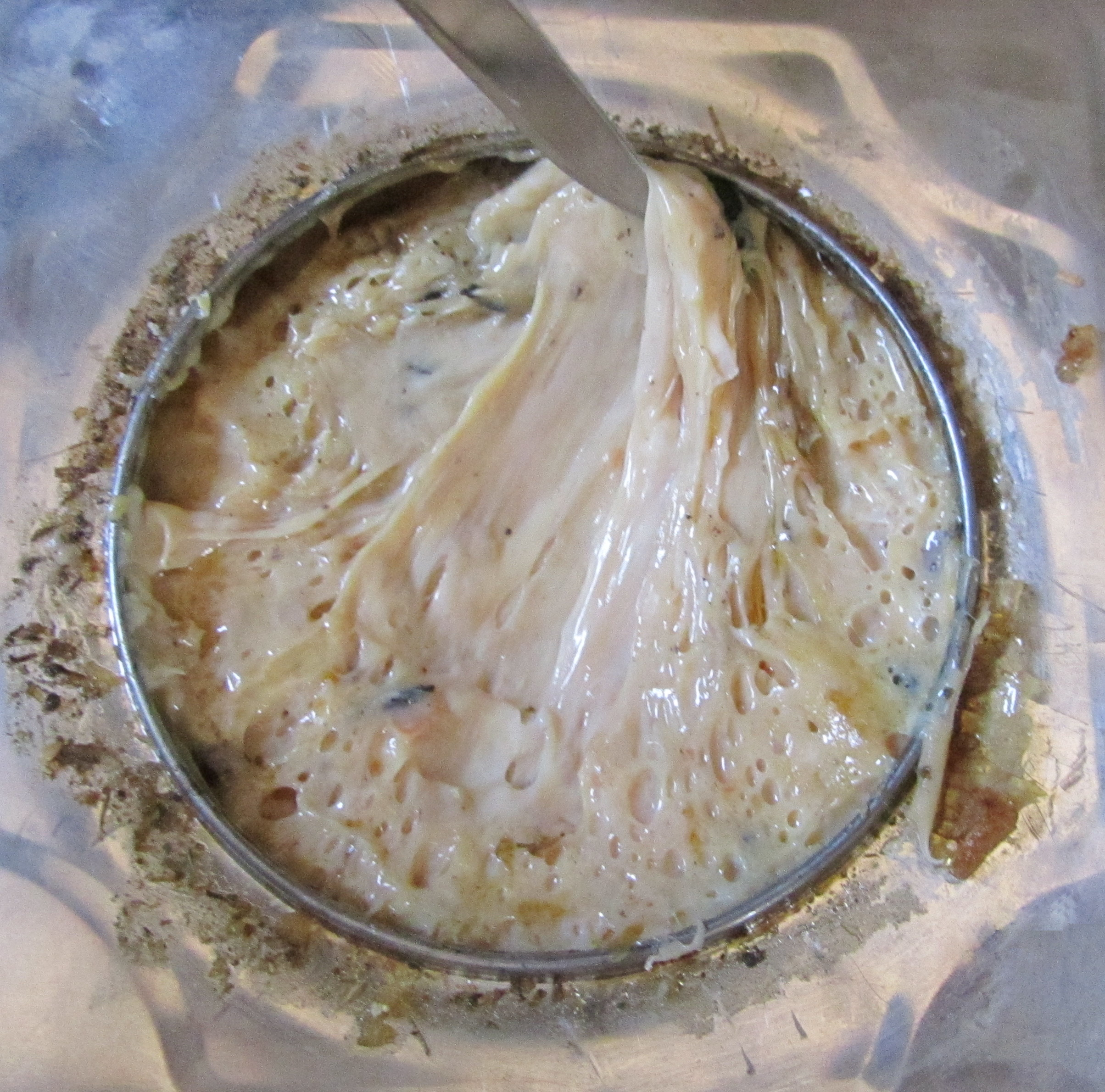
Gomme-résine fondue obtenue à partir des tranches.

La résine est parfois également obtenue par des incisions successives à la jonction de la tige du rhizome avec la racine pivotante. Certains Pachtounes d'Afghanistan la récoltent aussi en coupant les tiges des plantes sauvages, puis en les faisant bouillir avec les racines pour en évaporer l'eau. La résine obtenue par cette technique est cependant médiocre.

### Traitement et produits dérivés
La résine stockée dans les fosses est généralement très épaisse et collante. Elle a une odeur piquante et un goût amer et âcre, et sa couleur varie du blanc au gris ou au rouge foncé. Elle continue à évoluer pendant le stockage, puis peut être moulée à la main et transformée en « larmes », en « masse » ou en « pâte ». L'ase fétide blanche était traditionnellement enveloppée dans du tissu, puis dans des sacs de jute, alors que la variété rouge foncé était emballée dans une peau de chèvre ou de mouton, où sa maturation était plus importante. L'emballage se fait au moyen de sacs ou de feuilles de plastique, conditionnés ensuite dans des boîtes en bois.

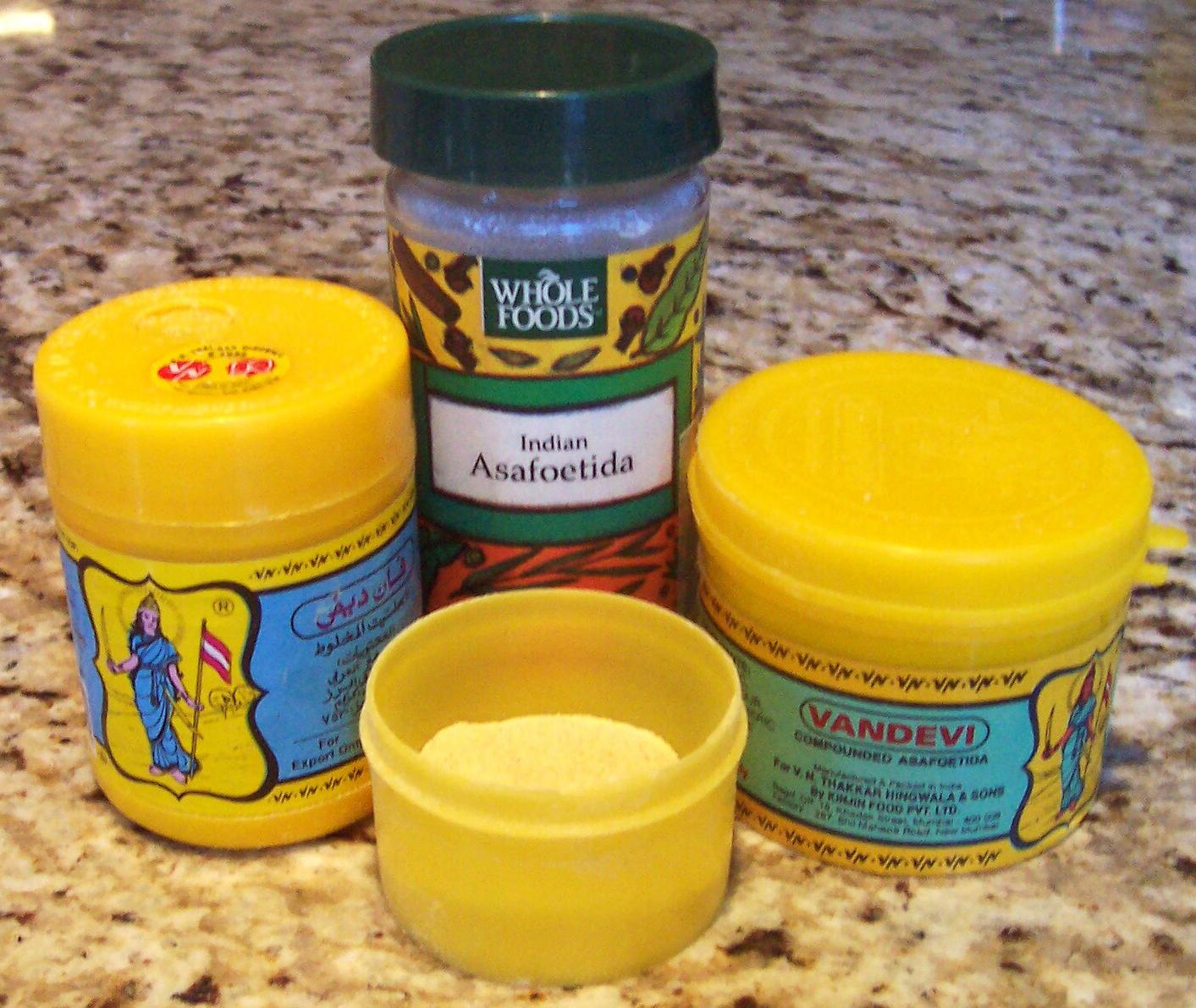
Différentes présentations d'ase fétide composite, aussi connue en Inde sous le nom de « poudre jaune ».

Les principaux produits dérivés de l'ase fétide sont l'huile essentielle, la teinture, et la poudre composite. L'huile essentielle est obtenue par distillation à la vapeur. Elle doit être conservée dans un récipient hermétique et stockée au frais (15−25 °C). L'huile essentielle doit être manipulée avec précaution, en évitant le contact avec les yeux ou la peau, de même que l'inhalation des vapeurs. Elle sert principalement aux préparations médicinales. La teinture est obtenue par application d'alcool éthylique sur la résine et peut avoir différentes concentrations en fonction de l'utilisation. Une teinture ordinaire d'un litre est préparée en faisant macérer pendant une semaine 200 g d'ase fétide dans 750 ml d'alcool à 70 degrés. Le liquide est ensuite filtré et dilué au volume souhaité. La teinture devient laiteuse lorsqu'on y ajoute de l'eau, par émulsification de l'huile essentielle (effet Ouzo). La teinture est surtout utilisée par les industries de la pharmacie, de l'aromatique alimentaire et de la parfumerie.
La forme composite de l'ase fétide, appelée Bandhani Hing en Inde, est un produit obtenu par dilution de la résine provenant d'une ou plusieurs sources avec de la gomme arabique, de la farine de riz ou de blé, du curcuma, etc. Cette adultération a pour but de diminuer l'odeur, d'éviter des grumeaux et de colorer la préparation. Elle permet une utilisation directe en cuisine sans dilution, la résine pure étant très forte et difficile à râper. Le mélange varie d'un fabricant à l'autre et constitue un secret commercial, mais le produit final contient généralement 30 % d'ase fétide.
Le Bandhani Hing est particulièrement populaire dans le Sud de l'Inde. Il est disponible sur le marché en poudre ou en briques de poudre compactée.

## Composition et phytochimie

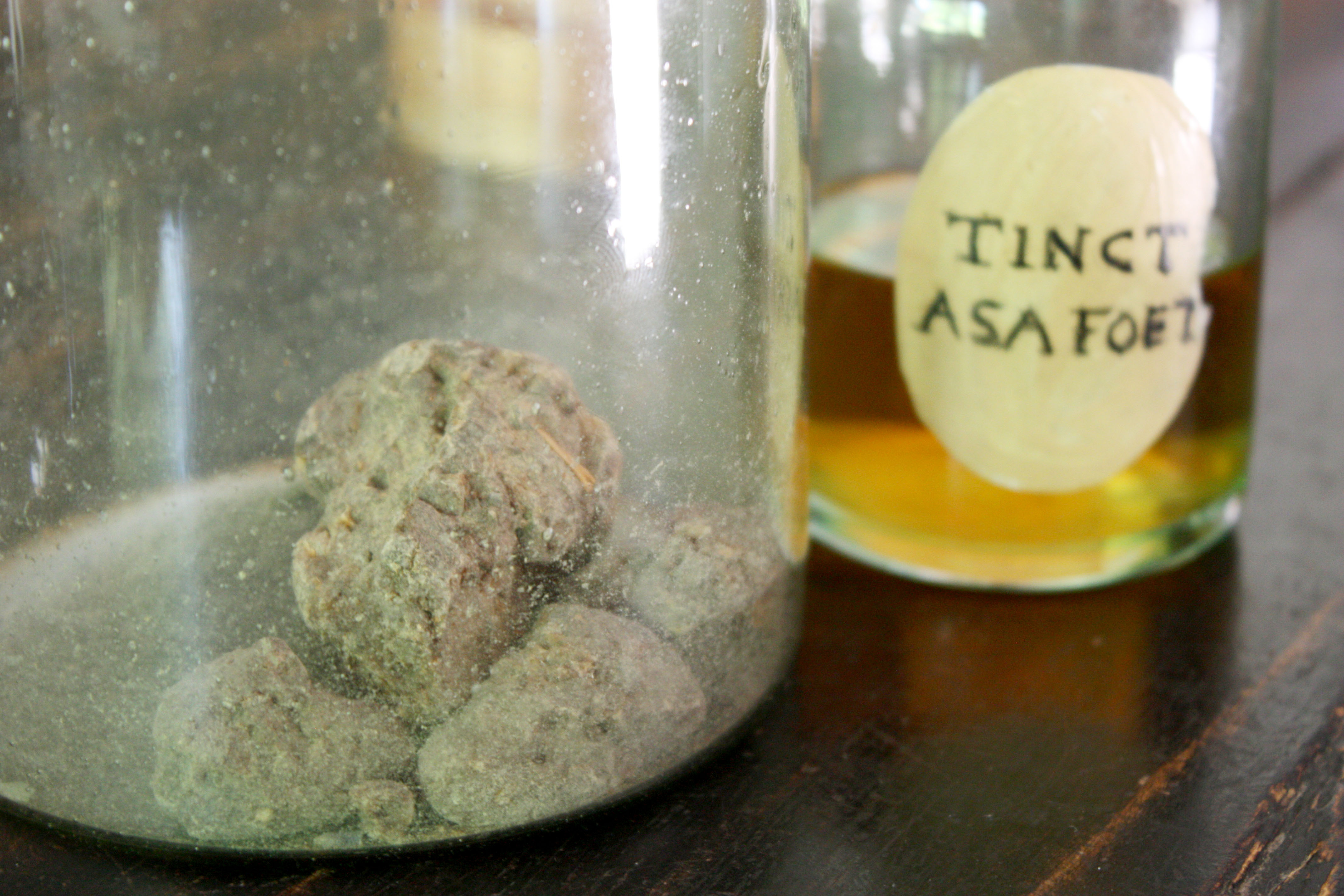
Ase fétide en morceaux et en teinture.

L'ase fétide est une oléo-gomme-résine (ou gomme-oléorésine), c'est-à-dire qu'elle est faite de trois familles de substances : des composés résineux (40 à 64 %) ; de la gomme (environ 25 %) et une fraction volatile (huile essentielle, 10 à 17 %).
Le taux de cendres totales varie de 1,5 à 10 %. La résine contient jusqu'à 60 % d'acide férulique, ses esters compris, ainsi que des coumarines et différents terpénoïdes. La gomme est composée de sucres (glucose, galactose, L-arabinose, rhamnose, acide glucuronique), de polysaccharides et de glycoprotéines. L'huile essentielle est constituée de composés organosulfurés, de monoterpènes et de divers terpénoïdes.

### Acide férulique
L'acide férulique est un dérivé phénolique de l'acide cinnamique très abondant et presque omniprésent dans la paroi cellulaire des plantes. Il a été isolé pour la première fois en 1866 par les chimistes autrichiens Heinrich Hlasiwetz et Ludwig Barth zu Barthenau à partir de l'ase fétide, et nommé en allusion à sa source botanique (Ferula sp.). L'acide férulique présente un large éventail d'activités biologiques. Il a notamment des effets antioxydants, antiallergiques, hépatoprotecteurs, anticancéreux, anti-inflammatoires, antimicrobiens, antiviraux, vasodilatateurs et antithrombotiques. Il augmente également la viabilité des spermatozoïdes et joue un rôle dans la chélation des métaux, la modulation de l'activité enzymatique, l'activation des facteurs de transcription, l'expression génétique et la transduction des signaux. Dans l'ase fétide, il est présent comme ester d'asarésinotannol ou sous forme libre. Cette dernière est convertie en ombelliférone lors de la distillation sèche.

### Coumarines sesquiterpéniques

L'ombelliprénine est formée d'une coumarine (ombelliférone, en bleu) liée à un sesquiterpène (farnésol, en rouge) par sa fonction hydroxyle.

Les coumarines sesquiterpéniques sont des composés naturels présentant d'intéressantes propriétés pharmacologiques et qui sont produits par certaines plantes des familles des Asteraceae (genre Artemisia), des Rutaceae (genre Haplophyllum) et des Apiaceae (genres Angelica, Heptaptera, Heracleum, Peucedanum et Ferula, qui en est spécialement riche). Leur structure est basée sur un sesquiterpène (terpène à 15 atomes de carbone) lié par un pont éther à un dérivé coumarinique. Pour les constituants de l'ase fétide, il s'agit principalement de l'ombelliférone (7-hydroxycoumarine).

Structure du farnésiférol A : l'ombelliférone (en bleu) est liée à un sesquiterpène cyclique (en rouge).

Le plus simple de ces composés est l'ombelliprénine, qui a été isolée pour la première fois en 1938 dans des graines d'Angélique officinale. Malgré cette ancienneté, les activités biologiques de la molécule n'ont été étudiées qu'au XXIe siècle. Depuis, elle a été rapportée comme ayant notamment des effets anti-inflammatoires, antioxydants, et antileishmaniens. Des dérivés de la molécule ont également été découverts dans l'ase fétide : 5-hydroxyombelliprénine, 8-hydroxyombelliprénine, 9-hydroxyombelliprénine, asacoumarine (5,8-hydroxyombelliprénine), 5-acétoxy-8-hydroxyombelliprénine, 8-acétoxy-5-hydroxyombelliprénine (qui a montré des activités anti-inflammatoires et antivirales), 10-R-karatavicinol, 6,7-dihydroxykaratavicinol, et 10-R-acétoxy-11-hydroxyombelliprénine.
La résine contient encore des composés cycliques possédant un potentiel thérapeutique. Les farnésiférols A, B, C et D auraient notamment des activités antivirales, antitumorales et antiangiogéniques. Le conférol a montré une action antivirale et cytotoxique, ainsi qu'un effet synergétique avec d'autres agents anticancéreux comme la vincristine. L'acide galbanique serait, entre autres, un modulateur de la résistance aux antibiotiques du Staphylocoque doré. D'autres dérivés cycliques de coumarines sesquiterpéniques comme la gummosine, l'assafoetidnol A et B, la polyanthine, la badrakémine, la samarcandine, le féselol, le microlobidène ou la kellerine, ont été mis en évidence dans l'ase fétide et dans d'autres Férules et nombre d'entre eux font l'objet de recherches pharmacologiques.

### Composés organosulfurés
- disulfure de 2-butyle et de 1-propényle ;
- disulfure de 1-(méthylthio)propyle et de 1-propényle ;
- disulfure de 2-butyle et 3-(méthylthio)-2-propényle.

Trois des principaux disulfures de l'ase fétide (de haut en bas) :

Les composés organosulfurés volatiles sont des métabolites secondaires des plantes et des micro-organismes qui ont mauvaise réputation en raison de leur odeur désagréable. Celle-ci est due aux différentes molécules soufrées comme le sulfure d'hydrogène (odeur d'œuf pourri), le dioxyde de soufre (odeur âcre et irritante) et aux divers thiols. Chez les plantes, ils sont principalement distribués dans les familles des Brassicaceae, des Apiaceae, des Liliaceae, des Caricaceae, des Capparaceae, des Solanaceae et des Rutaceae. Du point de vue pharmacologique, ils ont montré des activités anti-inflammatoires, immunomodulatrices, antihypertensives, antioxydantes et hypocholestérolémiantes. Ils servent également d'indicateurs de qualité des plantes commerciales et de leurs produits.
L'hypothèse selon laquelle l'odeur et le goût particulier de l'ase fétide seraient dus à des composés soufrés, par analogie avec ceux de l'ail ou de l'oignon, est relativement ancienne. Le chimiste allemand Friedrich Wilhelm Semmler est le premier à avoir mis en évidence en 1891 un disulfure dans l'huile essentielle de la résine, sans parvenir cependant à en déterminer la structure exacte. Le disulfure de 2-butyle et de 1-propényle est finalement identifié en 1936 comme le principal composant de la fraction volatile. Sa concentration et sa répartition entre ses deux diastéréoisomères Z et E varie beaucoup en fonction des espèces et de la période de récolte.
L'huile essentielle de l'ase fétide comprend en outre plus de 80 composés, dont au moins une trentaine d'autres organosulfurés. Ces molécules activent le canal TRPA1 de la famille des canaux ioniques à potentiel de récepteur transitoire (Transient receptor potential, TRP), tout comme l'huile essentielle de moutarde ou les composés soufrés de l'oignon ou de l'ail. Ce récepteur est fortement exprimé dans la cavité orale et dans les voies respiratoires. Il pourrait être impliqué, par activation, dans le piquant de l'ase fétide, et, par désensibilisation, dans le soulagement symptomatique des affections respiratoires traditionnellement associé à l'épice.
En plus de leur rôle dans les propriétés condimentaires et médicinales de la résine, les organosulfurés pourraient constituer des marqueurs chimiotaxonomiques de choix pour l'identification de ses sources botaniques. Une étude de 2020 a ainsi mis cette méthode en évidence en établissant le profil en composés soufrés des différentes espèces productrices d'ase fétide en Iran par chromatographie gazeuse couplée à la spectrométrie de masse. En analysant divers échantillons de résine commercialisée, les chercheurs ont pu établir une corrélation avec les taxons et identifier leur origine. Les résultats ont également montré une plus forte concentration absolue en organosulfurés dans les espèces orientales F. foetida et F. alliacea, alors que les échantillons de F. assa-foetida collectés dans le Sud du pays présentaient une teneur plus élevée en composés monoterpéniques (α-pinène et β-pinène).

## Effets et toxicité

### Propriétés fonctionnelles
Alors que dans les années 1990, les pharmacopées précisaient encore que l'usage médicinal de l'ase fétide se faisait sans bases cliniques, un nombre important de recherches pharmacologiques, principalement iraniennes, ont été entreprises durant les deux premières décennies du XXIe siècle. Plusieurs propriétés de la gomme-résine ont été identifiées et testées en laboratoire, base d'un grand potentiel pharmacologique. L'identification des composés phytochimiques actifs reste à faire et leur innocuité doit être vérifiée.
| Domaine                   | Fonction                                                 | Principes actifs identifiés                     | Type d'étude                                       | Origine du produit               | Références                    |
| ------------------------- | -------------------------------------------------------- | ----------------------------------------------- | -------------------------------------------------- | -------------------------------- | ----------------------------- |
| Système hormonal          | Anti-obésité, antidiabétique, antihyperlipidémique       | Acide férulique, ombelliférone, quercétine      | in vivo, rats                                      | Résine commerciale               | Abu-Zaiton (2010)             |
| Système hormonal          | Anti-obésité, antidiabétique, antihyperlipidémique       | Acide férulique, ombelliférone, quercétine      | in vivo, rats                                      | Résine commerciale               | Azizian et al. (2012)         |
| Système hormonal          | Anti-obésité, antidiabétique, antihyperlipidémique       | Acide férulique, ombelliférone, quercétine      | in vivo, rats                                      | F. assa-foetida (Bastak, Iran)   | Latifi et al. (2019)          |
| Système gastro-intestinal | Antidiarrhéique                                          | -                                               | in vivo, rats                                      | F. assa-foetida                  | Jalilzadeh-Amin et al. (2017) |
| Système gastro-intestinal | Antispasmodique                                          | -                                               | in vitro, ileon de cobaye                          | F. assa-foetida (Gonabad, Iran)  | Fatehi et al. (2004)          |
| Système cardio-vasculaire | Hypotenseur                                              | -                                               | in vivo, rats                                      | F. assa-foetida (Gonabad, Iran)  | Fatehi et al. (2004)          |
| Système cardio-vasculaire | Diurétique                                               | Flavonoïdes                                     | in vivo, rats                                      | F. assa-foetida (Yazd, Iran)     | Bagheri et al. (2016)         |
| Système nerveux           | Neuroprotecteur                                          | Organosulfurés, acide férulique                 | in vitro, cellules granulaires de rats             | F. assa-foetida (Nishapur, Iran) | Tayeboon et al. (2013)        |
| Système nerveux           | Neuroprotecteur                                          | Organosulfurés, acide férulique                 | in vivo, souris                                    | F. assa-foetida (Yazd, Iran)     | Moghadam et al. (2014)        |
| Système nerveux           | Anti-démence, renforceur de mémoire                      | Acide férulique, ombelliférone                  | in vivo, rats                                      | Résine commerciale               | Adiga et al. (2012)           |
| Système nerveux           | Anti-démence, renforceur de mémoire                      | Acide férulique, ombelliférone                  | in vivo, souris                                    | F. assa-foetida (Yazd, Iran)     | Bagheri et al. (2015)         |
| Système nerveux           | Anticonvulsivant                                         | Monoterpènes                                    | in vivo, souris                                    | F. assa-foetida (Yazd, Iran)     | Bagheri et al. (2014)         |
| Système nerveux           | Antidépresseur                                           | Acide férulique, ombelliférone, organosulfurés  | in vivo, souris et rats                            | Résine commerciale               | Kumar et al. (2017)           |
| Système nerveux           | Anxiolytique, sédatif                                    | -                                               | in vivo, souris et rats                            | Résine commerciale               | Alqasoumi (2012)              |
| Cancer                    | Antitumoral, antimétastasique, chimiopréventif du cancer | Ombelliprénine, farnésiférol C, acide férulique | in vivo, souris                                    | Résine commerciale               | Saleem et al. (2003)          |
| Cancer                    | Antitumoral, antimétastasique, chimiopréventif du cancer | Ombelliprénine, farnésiférol C, acide férulique | in vivo, rats                                      | Résine commerciale               | Mallikarjuna et al. (2003)    |
| Cancer                    | Antitumoral, antimétastasique, chimiopréventif du cancer | Ombelliprénine, farnésiférol C, acide férulique | in vivo, souris                                    | F. assa-foetida (Yazd, Iran)     | Bagheri et al. (2017)         |
| Douleur et inflammation   | Antinociceptif                                           | Terpénoïdes, acide férulique                    | in vivo, souris                                    | F. assa-foetida (Yazd, Iran)     | Bagheri et al. (2014)         |
| Douleur et inflammation   | Anti-inflammatoire (dysménorrhée)                        | Terpénoïdes, ombelliprénine                     | in vivo, essai randomisé contrôlé                  | Résine commerciale               | Sultana et al. (2017)         |
| Infection                 | Antimicrobien                                            | Organosulfurés                                  | in vitro, bactéries à Gram positif et négatif      | F. assa-foetida (Nishapur, Iran) | Samadi et al. (2016)          |
| Infection                 | Antimicrobien                                            | Organosulfurés                                  | in vitro, bactéries pathogènes orales              | F. assa-foetida (Yazd, Iran)     | Daneshkazemi et al. (2019)    |
| Infection                 | Antimicrobien                                            | Organosulfurés                                  | in vivo, essai randomisé contrôlé                  | Résine commerciale               | Hashemi et al. (2019)         |
| Infection                 | Antiviral                                                | Coumarines sesquiterpéniques                    | in vitro, grippe A (H1N1)                          | Résine commerciale               | Lee et al. (2009)             |
| Infection                 | Antiviral                                                | Coumarines sesquiterpéniques                    | in vitro, HSV-1                                    | F. assa-foetida (Kerman, Iran)   | Ghannadi et al. (2014)        |
| Infection                 | Antiparasitaire                                          | -                                               | in vitro, Trichomonas vaginalis                    | Résine commerciale               | Ramadan & Al Khadrawy (2003)  |
| Infection                 | Anthelminthique                                          | Tanins                                          | in vivo, souris infectées avec Schistosoma mansoni | Résine commerciale               | Ramadan et al. (2004)         |
| Infection                 | Anthelminthique                                          | Tanins                                          | in vitro, Pheretima posthuma                       | Résine commerciale               | Gundamaraju (2013)            |
| Infection                 | Antifongique                                             | -                                               | in vitro, Trichoderma harzianum                    | Résine commerciale               | Angelini et al. (2009)        |
| Divers                    | Antisénescent                                            | Acide férulique                                 | in vitro, fibroblastes humains                     | F. assa-foetida (Yazd, Iran)     | Moghadam et al. (2017)        |
| Divers                    | Contraceptif                                             | Organosulfurés                                  | in vivo, rats                                      | Résine commerciale               | Keshri et al. (1999)          |
| Divers                    | Insecticide                                              | Organosulfurés                                  | in vivo, larves de moustiques                      | Huile essentielle                | Muturi et al. (2018)          |
| Divers                    | Insecticide                                              | Organosulfurés                                  | in vivo, divers insectes                           | F. assa-foetida (Kachmar, Iran)  | Pavela et al. (2020)          |

### Toxicité
Chez l'adulte, l'ingestion d'ase fétide est considérée comme d'une toxicité faible ou nulle. Une étude réalisée sur dix volontaires n'a montré aucun effet secondaire après la prise de 3 g de gomme-résine sur du pain beurré. Des doses de 15 g ont même été rapportées comme étant tolérées. L'apparition occasionnelle de gonflement des lèvres et d'indigestions, avec éructations fétides, météorisme et diarrhée, a cependant été signalée après l'ingestion de fortes doses. Des maux de tête, des vertiges et une augmentation de la libido ont également été rapportés.
Chez les personnes nerveuses, des doses de l'ordre de 0,05 à 0,1 g pourraient provoquer des convulsions. L'application d'emplâtre à base de la résine sur l'abdomen a pu induire une inflammation et un gonflement des organes génitaux. Un cas de méthémoglobinémie a été observé chez un bébé de cinq semaines après l'ingestion d'ase fétide glycérinée pour le traitement de coliques. L'enfant a été admis à l'hôpital six heures après la prise, avec des signes de tachypnée et de cyanose.
La génotoxicité de l'ase fétide a été testée chez la souris et son administration orale a montré un faible effet inducteur des échanges entre chromatides-sœurs dans les spermatogonies. Dans une autre étude, la résine a produit des anomalies chromosomiques dans les spermatocytes, qui pourraient être dues à l'ombelliférone. La substance n'a en revanche induit aucune mutagénicité chez la drosophile. Connue pour ses propriétés abortives, l'ase fétide est généralement déconseillée aux femmes enceintes.

## Usages

### Épice
Lorsque la résine est achetée en morceaux, ceux-ci doivent être préalablement cassés et pilés au mortier avec une substance absorbante, comme la farine de riz. La poudre est ensuite frite dans l'huile ou trempée dans l'eau, ce qui éteint son odeur nauséabonde et lui donne un arôme plus appétissant d'oignon ou d'ail. L'usage d'ase fétide composite permet d'éviter les surdosages, car l'épice doit être utilisée en quantités infimes : un seizième de cuillère à thé suffit pour assaisonner le plat d'une personne. La poudre conserve son arôme pendant plusieurs années, alors que celui de la résine pure dure des décennies.
Qu'il ait réellement disparu au Ier siècle apr. J.-C. ou soit devenu inabordable, le silphium semble interchangeable avec l'ase fétide dans la gastronomie romaine. Les deux épices assaisonnent de nombreux mets et leur usage peut-être comparé à celui de l'oignon dans la cuisine européenne moderne. D'après la recette de L'Art culinaire d'Apicius, constitué à la fin du IVe siècle, le laser « de Cyrénaïque ou des Parthes » est dissous seul dans le garum (sauce de poisson) et le vinaigre, ou mélangé avec du poivre, du persil, de la menthe et du miel. Il est également conseillé de le conserver dans une jarre avec des pignons de pin, puis d'utiliser ces derniers en les remplaçant au fur et à mesure par des pignons frais pour économiser la précieuse épice. Dans le Proche-Orient de l'époque talmudique, l'ase fétide est fréquemment utilisée comme épice et comme remède, le protocole de préparation usuel consistant à la dissoudre dans de l'eau froide ou chaude, ou dans le vinaigre.
L'ase fétide et le garum seraient tombés en désuétude dans les pratiques culinaires du début du Moyen Âge, peut-être remplacés par des innovations, comme le lait d'amande, ou de nouveaux mélanges d'épices et d'aromates. Les conflits frontaliers entre Rome et la Perse sassanide pourraient aussi avoir freiné les importations de la résine, ou fait drastiquement monter son prix. L'ase fétide revient dans les pharmacopées européennes sous l'influence de la médecine arabe, mais semble moins utilisée à table. On trouve cependant encore des recettes utilisant la résine dans l'Anonyme andalou, un recueil du XIIIe siècle de la péninsule Ibérique musulmane, ainsi que dans les conseils diététiques de Maïmonide dans le Mishné Torah, ce qui atteste qu'elle était encore connue des cuisines méditerranéennes médiévales. Aujourd'hui, la majorité des traditions culinaires liées à l'ase fétide proviennent cependant des cuisines orientales.

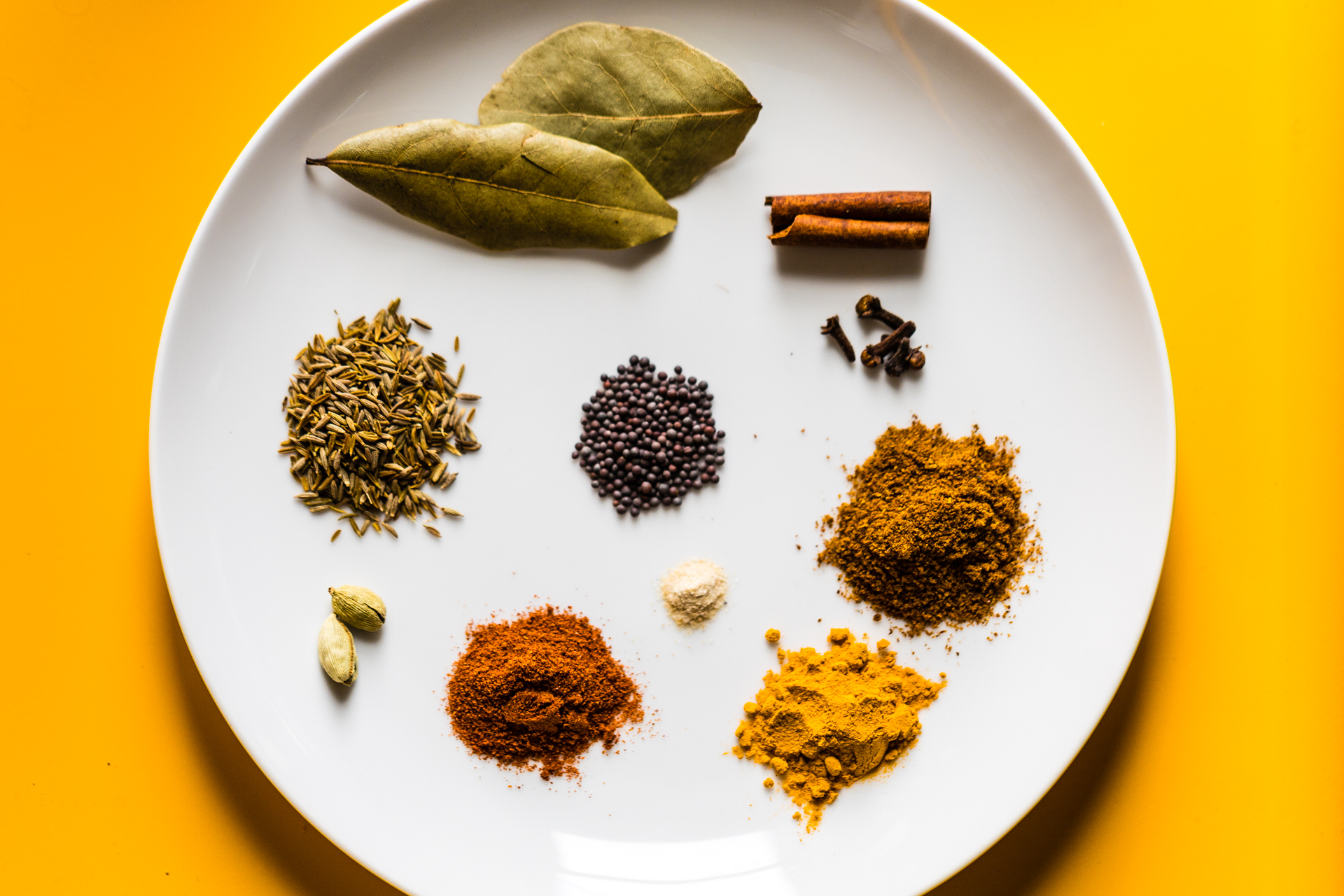
Ase fétide (en dessous du centre, très petit tas de poudre blanche), au milieu d'autres épices pour la préparation d'un curry indien.

Dans la cuisine indienne, l'ase fétide est largement utilisée pour parfumer les currys, les soupes, les sauces et les pickles, le plus souvent en association avec les autres aromates alliacés. Dans le sud du sous-continent, l'ase fétide assaisonne les préparations végétariennes comme le sambar, le rasam et certains currys de lentilles. Elle est parfois aussi ajoutée aux plats de poisson et entre dans la fabrication des papadums, des galettes à base de farine de haricot urd. Elle fait aussi partie de mélanges d'épices traditionnels comme le chat masala. C'est enfin un condiment incontournable des chivda, des mélanges à grignoter célèbres de Bombay. La résine est encore utilisée comme substitut de l'ail ou de l'oignon chez certaines communautés qui s'interdisent ces aliments : les jaïns, qui ne mangent pas les racines par peur de tuer des organismes vivants, et les brahmanes, qui considèrent l'ail comme un aphrodisiaque interdit.
En Afghanistan et au Pakistan, les Pachtounes utilisent traditionnellement l'ase fétide pour préparer le Lahndi : de la viande fraîche est frottée avec la résine mélangée à du sel, puis enfilée sur de hautes perches à traverses et laissée sécher à l'air. Cette viande séchée est ensuite consommée durant les mois d'hiver.
Parmi les peuples d'ex-URSS, seuls les Turkmènes semblent consommer l'ase fétide connue sous le nom de чомуч (tchomutch). La tribu des Yomut en fait même un condiment spécial, appelé алажа (alaja). Les jeunes parties de la plante et les racines sont également utilisées pour fabriquer une sorte de miel, le тошоп (tochop). Elles sont bouillies pendant plusieurs heures dans un chaudron jusqu'à ce que le jus épaississe, et l'on obtient une masse épaisse et sucrée, comme de la mélasse, de couleur brun foncé à noir. Le mélange est filtré pour éliminer la masse fibreuse, qui sert d'alimentation pour le bétail. Le tochop est ensuite assaisonné de beurre ou de graisse de mouton fondue et mangé avec du pain,. L'ase fétide était également consommée par les Kazakhs du Xinjiang (en Chine), et les Dounganes et les Ouïghours vivant au Kazakhstan. En raison de son odeur piquante, elle n'était pas directement ajoutée aux mets : à l'aide d'un morceau de résine, on traçait une ou deux lignes au fond de la marmite, avant d'y ajouter le riz, les légumes, la viande, etc. Cela suffisait à donner à l'ensemble du plat un goût alliacé prononcé.
L'ase fétide fait partie des ingrédients jadis secrets de la sauce Worcestershire, que les Anglo-Saxons utilisent dans les soupes, les viandes bouillies, le steak tartare et les pâtés au porc du Wiltshire. D'après la recette, un gallon impérial (4,5 litres) de condiment contient 6,5 drachmes impériales (23 ml) de résine dissoute dans une pinte de brandy à 20 degrés. Cette quantité infime apporterait néanmoins à la sauce son je-ne-sais-quoi.

### Drogue végétale

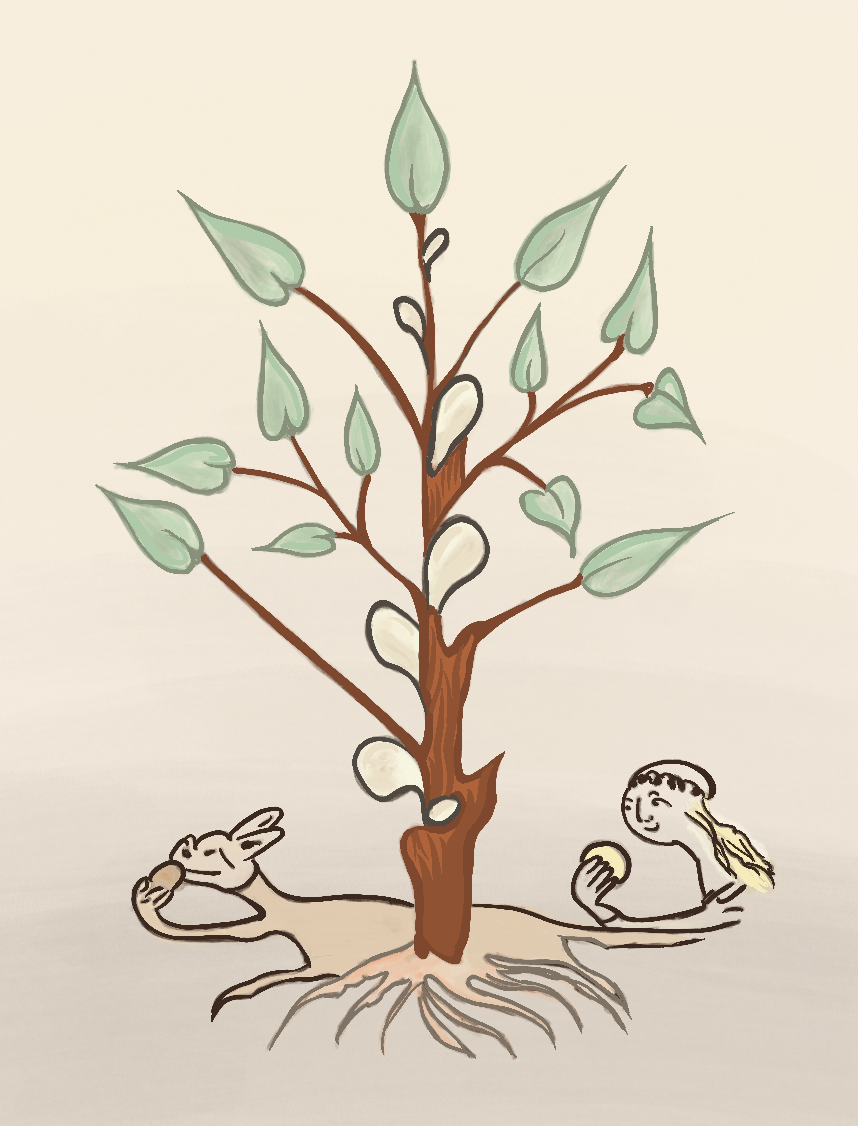
Reproduction d'une enluminure (MS Pal. 586, XIVe siècle, Florence).
La présence d'un chien pourrait faire allusion aux usages vétérinaires.

Les utilisations de l'ase fétide comme drogue végétale sont multiples et anciennes. Certains assyriologues, comme Reginald Campbell Thompson ou Samuel Noah Kramer, avancent que la résine était déjà connue de la médecine mésopotamienne. La question de son introduction dans le monde méditerranéen a fait l'objet de nombreux débats, mais il est probable que le « suc médique » mentionné par Dioscorides a peu à peu remplacé le silphium libyen, vanté par Hippocrate, Aristote ou Théophraste, dans les mêmes indications thérapeutiques. En Orient, l'ase fétide serait citée dans les textes fondateurs de l'ayurveda comme le Charaka Samhita ou le Sushruta Samhita dès le début de l'ère chrétienne. Vers la même époque, le Talmud mentionne la résine, notamment comme un remède contre la « lourdeur [douleur] du cœur », pouvant être d'usage potentiellement dangereux. Les manuscrits persans de Rhazès ou Avicenne en parlent comme d'une plante médicinale connue depuis longtemps, et servent encore de bases pour les pratiques traditionnelles iraniennes et la médecine yunâni. La médecine chinoise a incorporé la résine sous l'influence indienne et persane, et ses propriétés sont décrites par Li Shizhen dans son Grand Traité d'herbologie de la fin du XVIe siècle. En Occident, l'ase fétide est passée des herbiers médiévaux aux pharmacopées de l'époque moderne, et a fait partie de l'arsenal thérapeutique courant de la médecine universelle jusqu'à l'avènement de la chimie pharmaceutique,. Elle est aujourd'hui principalement considérée comme un remède traditionnel. En France, l'ase fétide fait ainsi partie de la liste A des plantes médicinales (dont la vente est réservée aux pharmaciens) et est indiquée comme en usage en médecine traditionnelle européenne et d’outre-mer.
Les principales indications de la résine concernent la sphère gastro-intestinale. Elle est ainsi connue comme un remède carminatif et antispasmodique dans les traditions européenne, iranienne et indienne. L'extrait aqueux de la gomme sèche est aussi consommé oralement comme antihelminthique, et la médecine chinoise l'utilise comme antiparasitaire intestinal. L'ayurveda la recommande rôtie dans du ghi (un beurre clarifié) contre les flatulences et autres troubles gastro-intestinaux, ce qui a pour effet de la rendre moins irritante. L'ase fétide est aussi souvent utilisée en médecine vétérinaire dans les mêmes indications,. Garcia de Orta rapporte d'ailleurs l'anecdote suivante :

« Un Portugais de Besnagar avait un cheval très coûteux, mais qui souffrait de gaz, et que le Roi ne voulait pas acheter pour cette raison. Les Portugais le guérirent en lui donnant à manger de l'imgu [ase fétide] avec de la farine. Le roi l'acheta à un bon prix après sa guérison, et demanda à l'homme avec quoi il l'avait soigné. Celui-ci répondit qu'il lui avait donné de l'imgu. Le Roi rétorqua : « Ne t'étonne pas de cela, car tu lui as donné la nourriture des dieux, le nectar, comme disent les poètes ». L'homme répondit alors, mais à voix basse et en portugais, qu'ils auraient mieux fait de l'appeler le manger des démons. »

— Garcia de Orta, Coloquio setimo : Do Altiht.

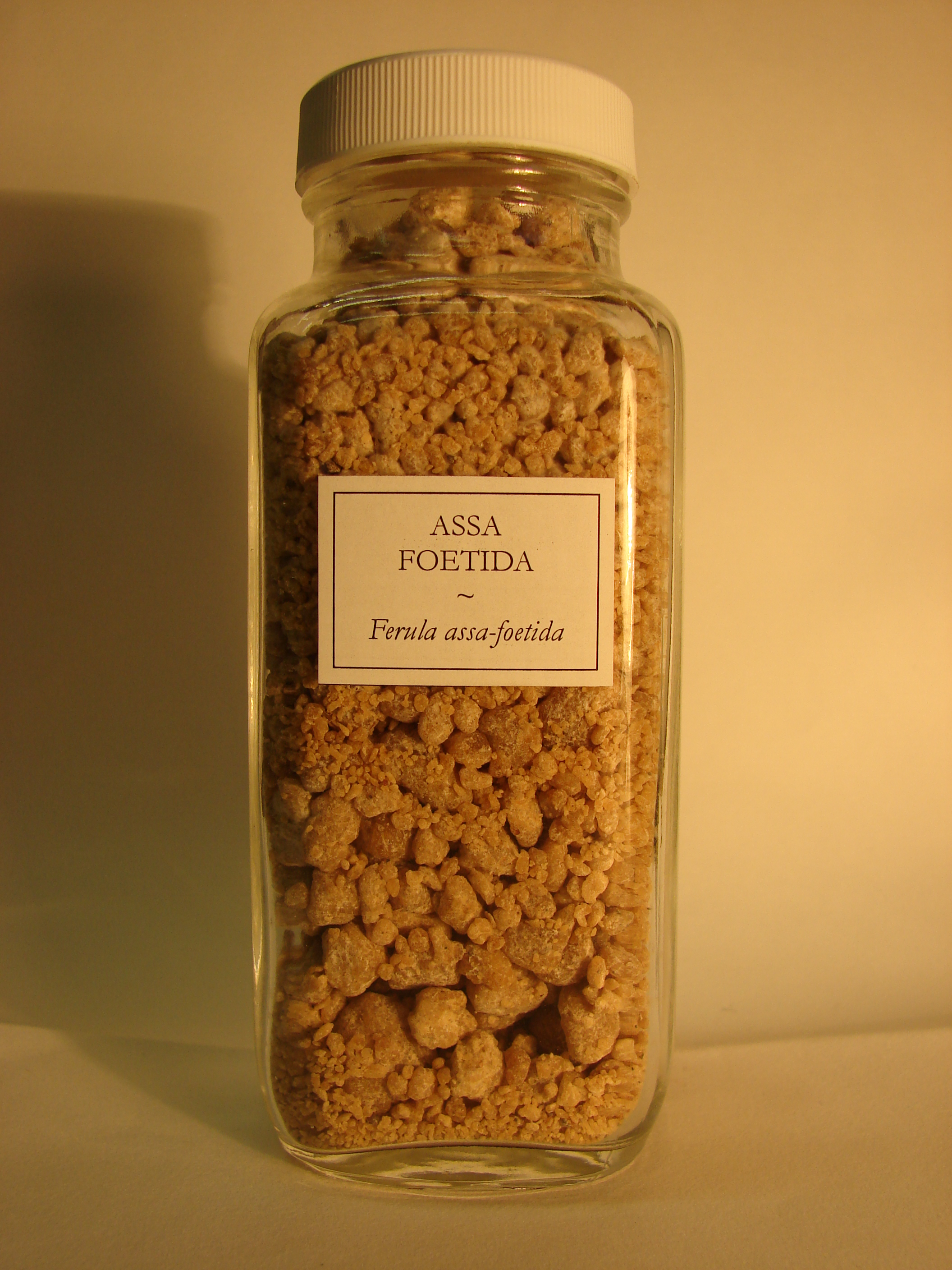
Ase fétide dans un flacon.

L'ase fétide est aussi connue pour ses effets expectorants et ses bienfaits sur le système respiratoire. Elle serait efficace contre l'asthme selon la pratique ayurvédique et la tradition iranienne. Elle est utilisée en Afghanistan, en Inde et en Arabie saoudite pour soigner la coqueluche et les bronchites. Dans la Rome antique, elle aurait remplacé le silphium pour traiter la tuberculose et les toux chroniques. Des vertus calmantes lui sont aussi prêtées : les Indiens et les Afghans la consomment contre l'hystérie, alors que les Népalais la considèrent comme un sédatif. Son action anticonvulsivante était déjà notée par Albert le Grand, qui la comparait à la pivoine, et elle est toujours recommandée contre l'épilepsie par les médecines traditionnelles iranienne et marocaine (qui indique de mâcher la gomme dans ce but). L'ase fétide joue également un rôle en santé sexuelle et reproductive. Elle a la réputation pluriséculaire d'être aphrodisiaque et serait encore consommée comme tel au Brésil et aux États-Unis. En Inde, l'extrait chaud est bu comme emménagogue, alors qu'en Malaisie la gomme est directement mâchée pour lutter contre l'aménorrhée. Une étude sur les méthodes traditionnelles de contrôle des naissances utilisées à Alexandrie (Égypte) dans les années 1970 a montré que plus de la moitié des femmes interrogées choisissaient l'ase fétide comme contraceptif. Elles appliquaient pour cela la résine sur les parois vaginales juste avant ou juste après l'acte sexuel. Pour des raisons peu claires, l'épice a connu une certaine popularité en tant qu'agent antiviral pendant la pandémie de grippe qui a suivi la Première Guerre mondiale. La drogue est enfin utilisée en usage externe pour différents problèmes. La médecine traditionnelle iranienne la prescrit ainsi mélangée au miel contre les maux de dents, dans l'huile d'olive pour calmer les douleurs des otites, en cérat contre les cors et les verrues ou encore en emplâtre pour lutter contre l'alopécie.

### Parfum et encens
Les extraits de la gomme-résine et l'huile essentielle sont utilisés en parfumerie, principalement comme fixateur. L'absolue d'ase fétide est obtenue par extraction alcoolique. C'est une masse semi-solide brun rougeâtre d'odeur nettement alliacée. Sous cette note de tête se cache cependant un corps doux et balsamique. La dessiccation révèle un composant proche de la vanilline. L'acide férulique, qui est présent en grandes quantités, est étroitement lié au principe aromatique du sirop d'érable, le férulaldéhyde. Il est aussi apparenté à l'isoeugénol et à la vanilline. Par distillation à la vapeur de l'extrait, il est possible d'éliminer l'odeur soufrée et de produire une matière parfumée de grande valeur fixative. À faible concentration, l'ase fétide peut introduire des notes intrigantes dans les bases de rose et les parfums orientaux lourds. L'huile essentielle est de couleur jaune pâle ou jaune orangé, avec une forte odeur d'ail, presque désagréable et âcre. Elle ne possède pas le même pouvoir fixateur, ni le fond balsamique de l'absolue. Des parfums comme Tendre Poison de Dior, Cabochard de Madame Grès ou Molinard de Molinard ont une note d'ase fétide.
L'ase fétide est parfois brûlée sous forme d'encens à des fins rituelle, thérapeutique ou magique. Cette utilisation est cependant très minoritaire par rapport aux usages culinaires et médicinaux, et n'égale pas celle du galbanum, cité comme un des ingrédients de l'encens sacré dans la Bible. Les deux gommes-résines sont néanmoins riches en coumarines sesquiterpéniques pouvant potentiellement servir de précurseurs pour des substances odorantes générées par pyrolyse. En Iran, dans la continuité de la tradition pharmacologique arabe, l'ase fétide est parfois utilisée en fumigations comme abortif. Elle aurait également un usage dans l'ésotérisme qui lui prête notamment des vertus exorcistes. L'occultiste du XVIIIe siècle Karl von Eckartshausen la cite ainsi parmi les ingrédients de fumigations destinées à « provoquer des apparitions » ou à « bannir les spectres ».

### Pesticide et autres usages
L'ase fétide connaît aussi des usages agricoles en tant que pesticide naturel ou comme produit phytosanitaire. Au Moyen Âge, elle était recommandée pour tuer les chenilles sur les légumes et elle était utilisée en infusion sur les courges infestées de vers. Elle se mélangeait aussi au vinaigre pour traiter les lentilles destinées à être stockées. En Afghanistan, elle sert à lutter contre les nématodes, et en Inde contre les termites. Son effet répulsif est encore utilisé pour éloigner les animaux nuisibles, tels que les chats, les chiens, les lapins ou le gibier.
Les propriétés insecticides de l'huile essentielle d'ase fétide sont démontrées, et ont été mises en pratique avec succès pour lutter contre le puceron noir de la fève en Iran. Dans le Sud de l'Inde, une expérience a conduit à l'utilisation de la résine comme produit phytosanitaire dans des cultures de courges, d'aubergines, de tomates, de sésame et d'arachide. L'ase fétide est délayée dans l'eau d'irrigation des cultures, à raison d'un kilogramme pour un acre de terre, et permet aux cultivateurs de se passer de pesticides de synthèse et d'augmenter substantiellement leurs rendements. Au Pakistan, le traitement de cultures d'aubergines et de pastèques avec une suspension d'ase fétide et plusieurs espèces d'algues réduites en poudre a montré un effet suppressif significatif sur les champignons phytopathogènes Fusarium solani et Macrophomina phaseolina, ainsi que sur le nématode à galles Meloidogyne incognita. La longueur et la masse des pousses étaient également plus élevées et la fructification plus précoce chez les plantes traitées que chez celles du groupe témoin ou celles ayant reçu un fongicide de synthèse.
L'utilité de l'ase fétide comme engrais naturel est plus douteuse. Une expérience menée en Inde sur des cultures de melons n'a donné aucun résultat significatif. En revanche, une étude chinoise a montré que l'ajout d'extrait d'ase fétide au substrat de culture de Pleurotus eryngii accélérait la croissance du mycélium et des sporophores, ainsi que les qualités organoleptiques et nutritives du champignon.
Dans l'industrie, l'ase fétide diluée en solution aqueuse avec du sel pourrait servir comme inhibiteur de corrosion pour l'acier.

## Aspects économiques

### Production et commerce
Les informations relatives à la production et au commerce mondial de l'ase fétide sont rares car les données ne sont pas systématiquement collectées par les pays producteurs ou importateurs. En outre, la résine reste un produit de récolte sauvage et sa culture n'a pas encore été développée selon des méthodes scientifiques. La productivité pourrait être améliorée en sélectionnant des variétés à haut rendement et en perfectionnant les pratiques agronomiques. Les techniques de récolte et de transformation sont traditionnelles et pourraient être développées pour augmenter les volumes et garantir la qualité de la résine. Le taux de contamination du produit brut par des matières étrangères est en effet très élevé.
L'Afghanistan est toujours le principal pays exportateur de la résine. La majorité de la production est collectée dans la province d'Hérat, à la frontière iranienne. Il n'existe pas d'informations fiables sur l'étendue des surfaces cultivées ou sur les volumes récoltés, car la production et le commerce ne sont pas organisés de manière centralisée. Les estimations indiquent que la production annuelle était de 500 à 600 tonnes dans les années 1990, puis aurait décliné en raison des troubles politiques traversés par le pays. Dans les années 2010, elle serait néanmoins en forte réaugmentation et a atteint plus de 335 tonnes en 2017.

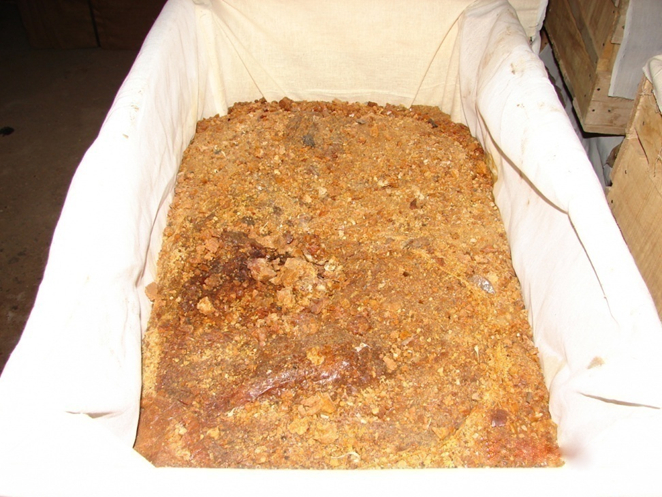
Caisse d'ase fétide brute destinée à l'export dans un entrepôt iranien.

L'Iran occupe la seconde place avec une production qui atteint 110 tonnes les bonnes années. L'ase fétide y serait principalement récoltée autour de Mechhed et Kerman. Elle constitue souvent une activité à temps partiel pour les populations rurales pauvres, en plus de l'agriculture et de l'élevage. Au Khorassan méridional, qui est l'une des régions les plus déshéritées et les plus sèches du pays, l'ase fétide constitue la principale plante médicinale en termes économiques. La province produit entre 15 et 60 tonnes de résine par an, sur une surface de plus 100 000 ha. 99 % de la production est exportée. En 2016, un récolteur traditionnel touchait entre 25 et 70 USD par kilogramme de résine sèche. Ce même kilogramme se vendait entre 130 et 170 USD sur le marché international. La récolte sauvage d'ase fétide dans des zones protégées est réprimée en tant qu'activité illégale, mais est fréquemment constatée, par exemple dans la région du lac de Bakhtegan.
Les pays d'Asie centrale n'étaient pas traditionnellement producteurs d'ase fétide. Cette situation a cependant évolué avec le déclin de la production afghane, et l'Ouzbékistan, le Tadjikistan et le Kirghizistan font désormais partie des clients des importateurs indiens. L'un des principaux grossistes du sous-continent, Laljee Godhoo & Co , déclarait aussi importer en 2018 plus de la moitié de son ase fétide du Kazakhstan. En Ouzbékistan, une association des producteurs et exportateurs d'ase fétide a vu le jour en 2018. Le pays prévoit d'étendre la culture de la plante dans les zones présentant des conditions naturelles et climatiques appropriées et de développer les technologies nécessaires à la production nationale de médicaments et de produits phytosanitaires à partir de la résine.
L'Inde est le principal acheteur d'ase fétide. En 2007, elle a importé 686 tonnes de résine pour une valeur totale de 16,5 millions de dollars américains. Ces chiffres sont en constante augmentation et la valeur des imports était de 89 millions de dollars en 2017, ce qui représente 6 à 8 % du marché indien des épices. Cette même année, un kilogramme d'ase fétide blanche afghane coûtait 62 USD et les frais de transport et d'assurance pour l'importer de Kaboul à Bombay étaient de 131 USD. La résine achetée au total 193 USD le kg se revendait 242 USD sur les marchés domestiques. La majorité de l'ase fétide importée est traitée dans le pays, et une partie est ré-exportée après transformation. Le prix du produit composite est bien inférieur à celui de la résine brute : en 2010, il était par exemple de 9,54 USD par kg à l'export, contre 42,18 USD à l'import. Les volumes exportés sont très variables, et ont connu un pic à 723 tonnes en 2005-2006. Les principaux clients de l'Inde sont les Émirats arabes unis, suivis par les États-Unis, le Royaume-Uni, Singapour, la Thaïlande et la Malaisie. Depuis 2020, des essais sont en cours pour introduire la culture de l'ase fétide dans l'Himalaya, dans le Nord du pays.

### Falsifications et normes de qualité
L'ase fétide est naturellement mélangée à des substances étrangères et serait l'une des épices existantes les plus notoirement adultérées. Il n'est pas rare d'y trouver de l'argile, du sable ou de la pierre. Le processus d'extraction de la résine étant lui-même très rudimentaire, l'exsudat comprend fréquemment de la terre, de la poussière ou des morceaux de plante. Les témoignages historiques mentionnent souvent la question des falsifications du produit. Pline déplore déjà les sophistications du laser de Perse avec de la gomme, du sagapénum ou de la fève pilée. Kaempfer cite l'ajout frauduleux de limon. Des témoignages du XIXe siècle rapportent la présence sur le marché européen d'un produit fabriqué de toutes pièces avec de la poix et du jus d'ail. Au XXIe siècle encore, le poids de résine est parfois artificiellement augmenté par ajout de gypse, de colophane, de gomme arabique, de craie, de farine de blé ou d'orge, de tranches de pommes de terre, etc. Les exsudats d'autres espèces, pas nécessairement du genre Ferula, sont également mêlés au produit et vendus aux acheteurs peu connaisseurs.
En tant que principal importateur d'ase fétide, l'Inde s'est dotée de réglementations visant à contrecarrer la falsification de la résine. Selon la loi de 1954 sur la prévention de la falsification des aliments (Prevention of Food Adulteration Act), les normes de qualité suivantes s'appliquent aux produits de l'ase fétide :
- le Hing ne doit pas contenir plus de 15 % de cendres totales, la part de cendres insolubles dans l'acide chlorhydrique dilué ne doit pas être supérieure à 2,5 %, l'extrait alcoolique ne peut pas être inférieur à 12 %, et la teneur en amidon ne doit pas dépasser 1 % de la masse totale ;
- le Hingra ne doit pas contenir plus de 20 % de cendres totales, la part de cendres insolubles dans l'acide chlorhydrique dilué ne doit pas être supérieure à 8 %, l'extrait alcoolique ne peut pas être inférieur à 50 %, et la teneur en amidon ne doit pas dépasser 1 % de la masse totale ;
- les produits composites ne doivent pas contenir plus de 10 % de cendres totales, la part de cendres insolubles dans l'acide chlorhydrique dilué ne doit pas être supérieure à 1,5 % et l'extrait alcoolique ne peut pas être inférieur à 5 %. L'ajout de colophane, de galbanum, de gomme ammoniaque ou de toute autre résine étrangère, de colorants dérivés du goudron de houille ou de pigments minéraux est en outre interdit.

Pour les consommateurs ordinaires, certaines méthodes approximatives existent pour juger rapidement de la pureté du produit. L'ase fétide placée sur la flamme d'une lampe à alcool s'embrase et se consume rapidement, à la manière du camphre. La fraction qui ne brûle pas est constituée par les impuretés. Par ailleurs, l'ase fétide dissoute dans l'eau donne une couleur blanc laiteux : la présence d'autres couleurs atteste donc de l'ajout d'adultérants ou de colorants.